# Notre-Dame (Cunault)

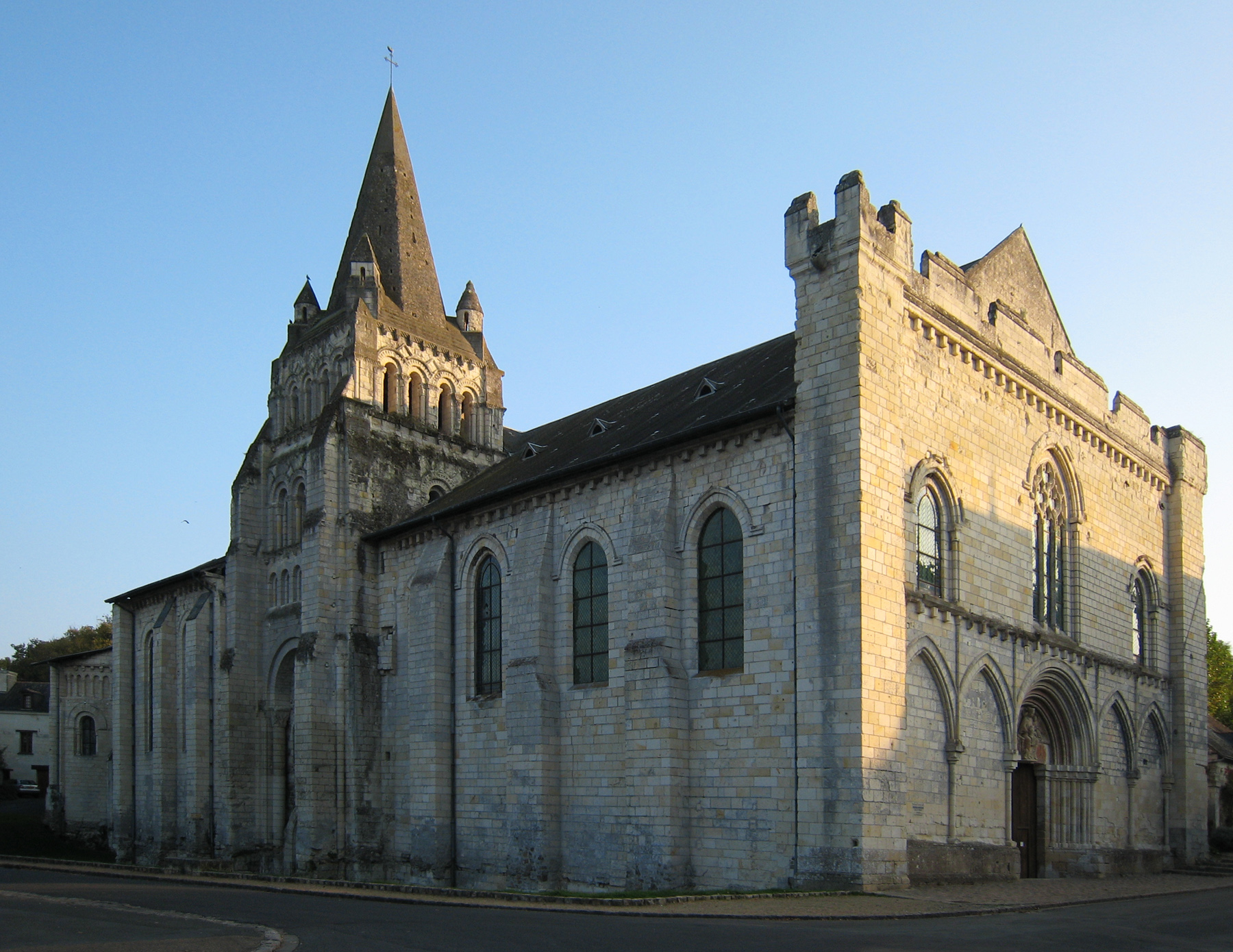
Notre Dame de Cunault

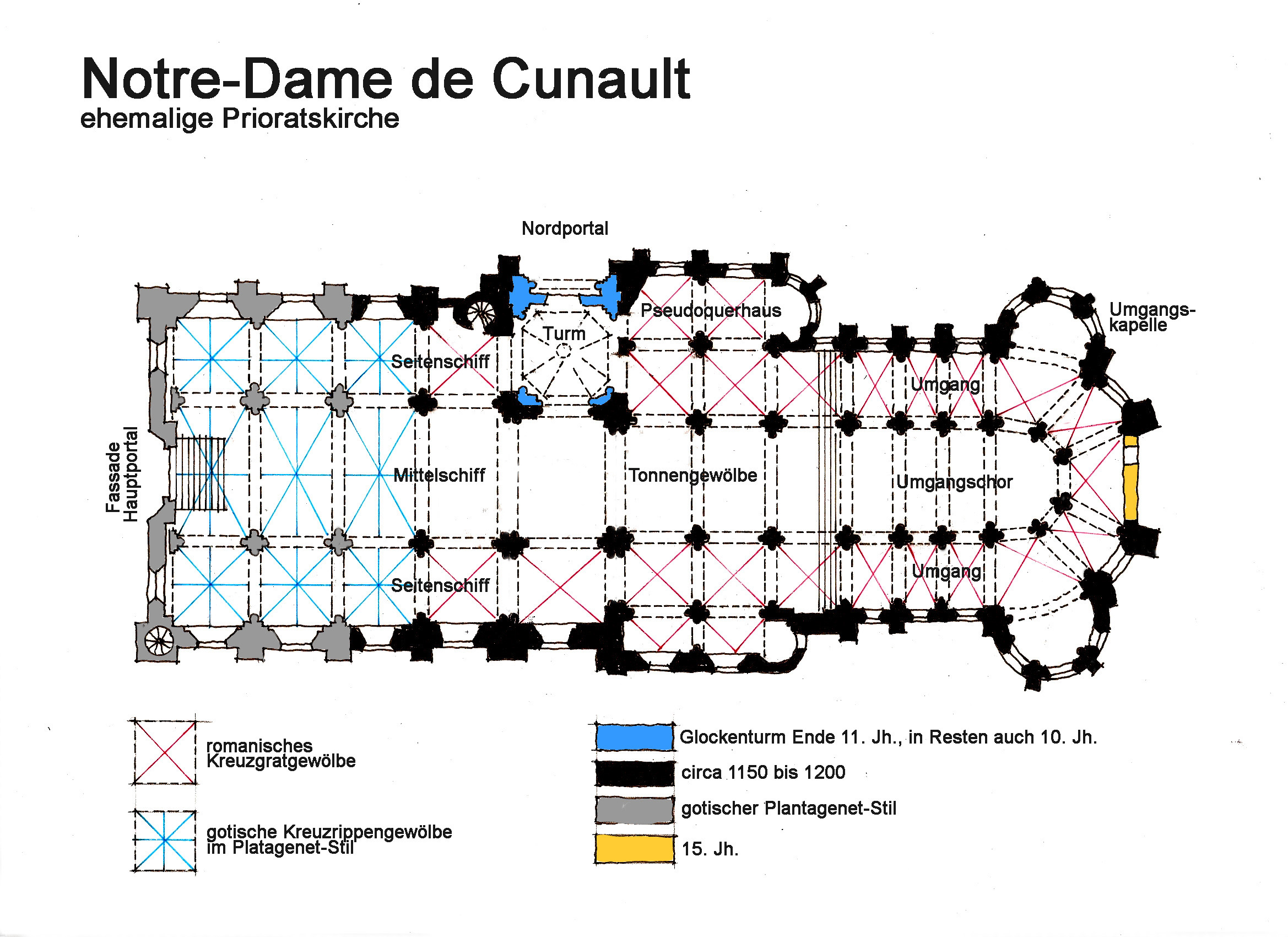
Prioratskirche Notre-Dame de Cunault, Grundriss, Handskizze

Notre-Dame de Cunault (Anfang 12. Jahrhundert) ist eine großenteils romanische, aber in Angevinischer Gotik erweiterte Hallenkirche. Die ehemalige Prioratskirche steht im Ort Cunault in der Gemeinde Gennes-Val-de-Loire im Département Maine-et-Loire (Region Pays de la Loire) in Frankreich. Die Ortschaft liegt am linken Ufer der Loire, etwa zehn Kilometer flussabwärts von Saumur und etwa 30 Kilometer südöstlich von Angers.
Äußerlich schlicht, ist sie aber Kennern der romanischen Skulptur insbesondere für ihre 223 einst polychromen Kapitelle berühmt. Sie sind erstaunlicherweise in gutem Zustand erhalten geblieben, obwohl das Bauwerk im 18. Jahrhundert stark in Mitleidenschaft gezogen wurde. Zudem bietet sie das seltene Beispiel eines romanischen Hallenumgangschors.

## Geschichte

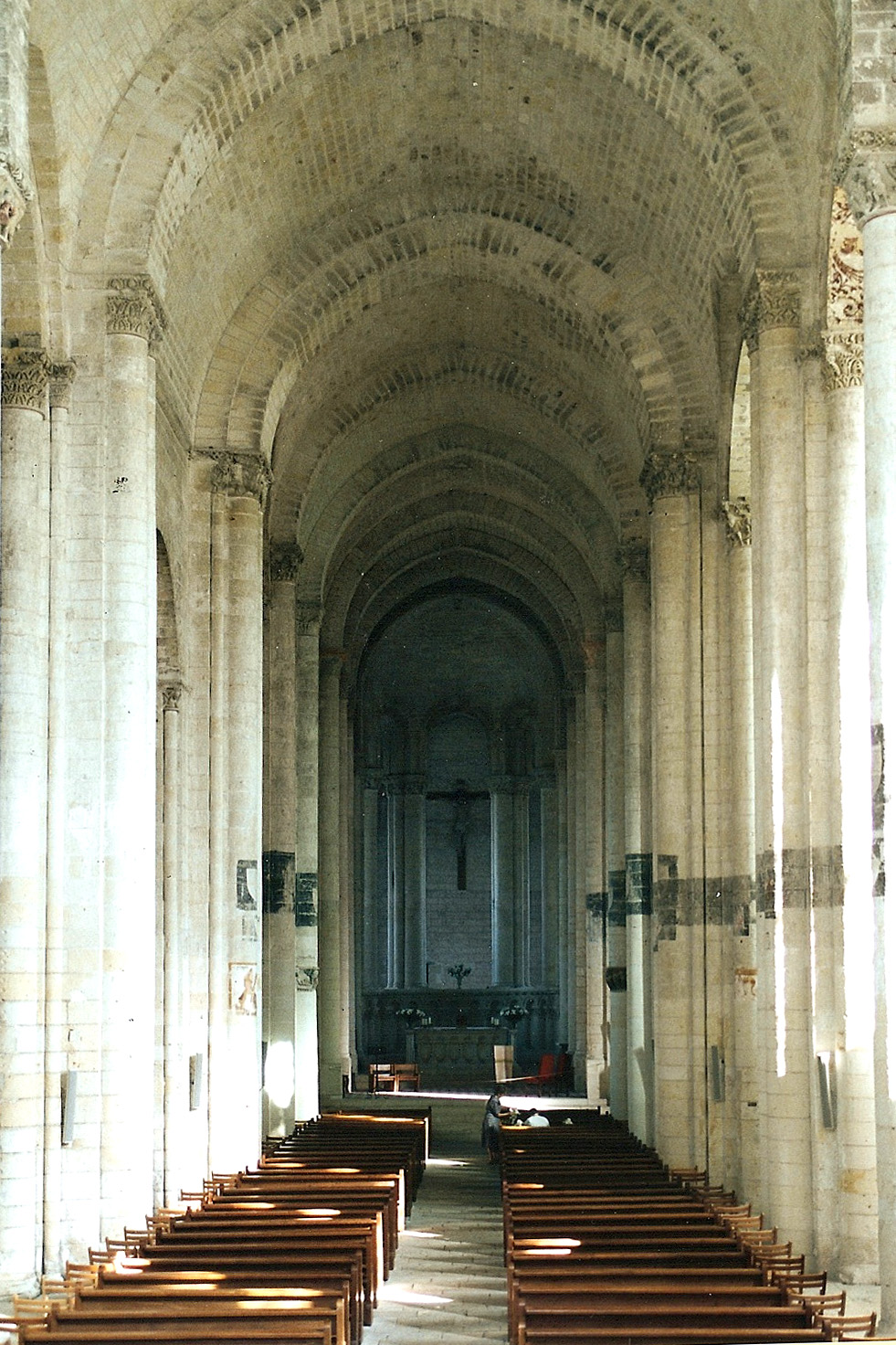
Mittelschiff aus 4. Joch

Das der Jungfrau Maria geweihte Kloster von Cunault wurde im 4. Jahrhundert vom heiligen Maxentiolus (fr. Saint Maxenceul), einem Jünger des Heiligen Martin gegründet, der einige Anhänger um sich scharen konnte. Nach französischen Quellen besaßen die ihm folgenden Mönche nicht nur dessen Reliquien, sondern auch die des heiligen Philibert. Dieser lebte von 617/18 bis 684 als Mönch und später als Abt und gründete die Abteien Jumièges und Noirmoutier, wo er verstarb. Vermutlich hatten sie diese von der Abtei Noirmoutier auf der gleichnamigen Insel in Nähe der Loiremündung mitgebracht, die sie wegen der sich im 9. Jahrhundert häufenden Überfälle durch die Wikinger (oder Normannen) verlassen mussten. Schließlich erreichten die Normannen über die Flüsse auch das Landesinnere des Frankenreiches, so auch über die Loire das Kloster Cunault, dessen Mönche sie erneut vertrieben.
858 kehrten sie noch einmal dorthin zurück und übergaben dem Kloster die Reliquien vom Heiligen Philibert. Einige Jahre später flüchteten sie wieder mit den Reliquien des Saint Philibert, jedoch weiter landeinwärts nach Tournus in Burgund, in dessen ihm gewidmeter Abteikirche sie heute noch aufbewahrt werden.
Gegen Ende des 9. Jahrhunderts kamen die Normanneneinfälle zur Ruhe. Die „Nordmänner“ wurden romanisiert, und für 911 ist die Entstehung der Normandie datiert. Die Ruhe kehrte auch nach Cunault zurück, wo bald wieder einige Mönche lebten, mit den Reliquien der Gebeine des heiligen Maxenceul, mit einem Fläschchen mit Staub aus der Geburtsgrotte von Bethlehem, mit der angeblich eingetrockneten Muttermilch der Jungfrau Maria und mit einem Ring, der als Hochzeitsring der heiligen Jungfrau galt.

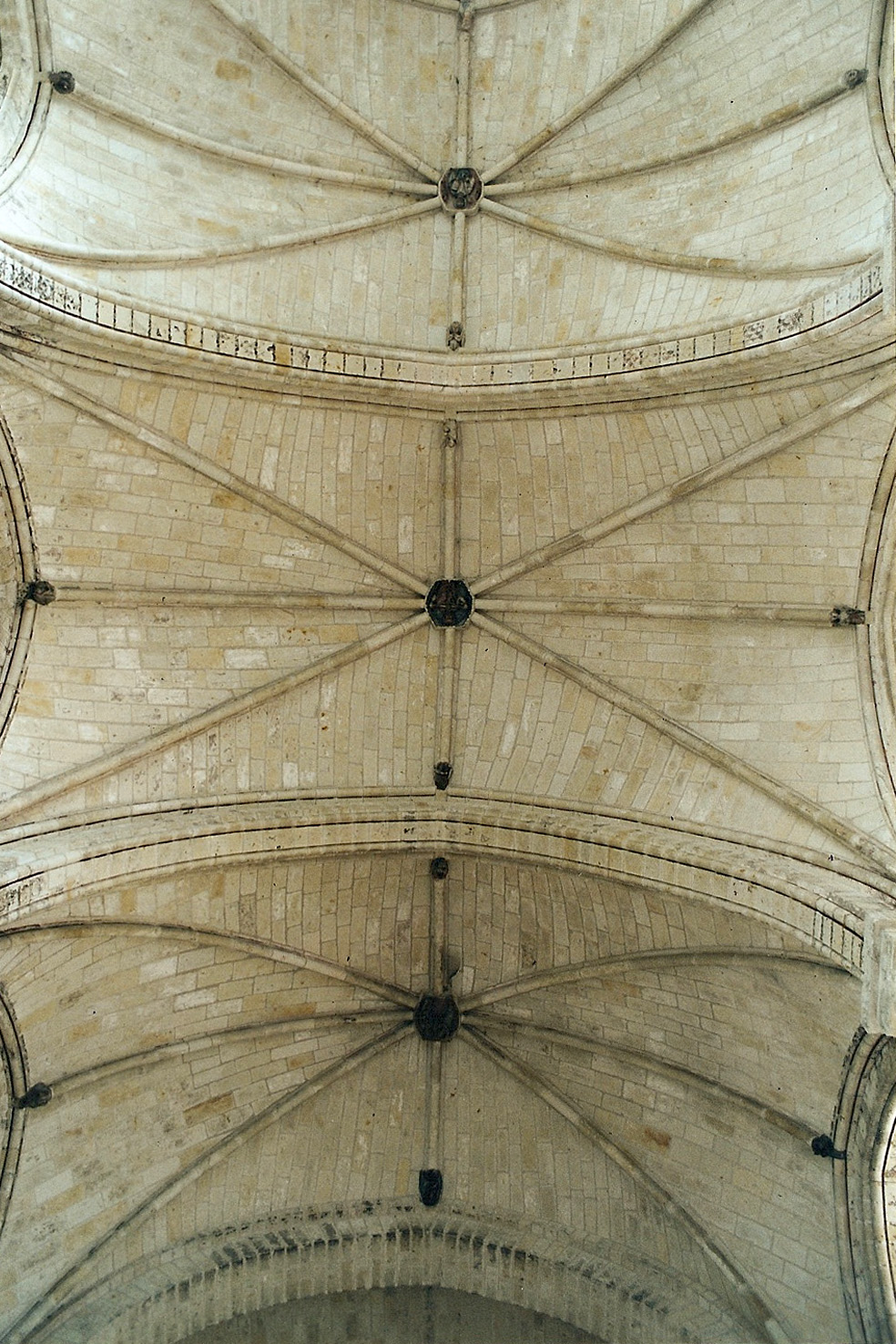
Angevinisches Kreuzrippengewölbe, 1.–3. Joch

Notre-Dame de Culnaut war wegen ihrer oben genannten Heiligtümer schon bald ein bekannter Pilgerort. Im 10. Jahrhundert wurde das Priorat abhängig von der Abtei Tournus in Burgund. Im 11. Jahrhundert erbaute man eine neue Kirche, die Vorgängerin der heutigen. Von ihr steht jetzt allein noch der im ausgehenden 11. Jahrhundert errichtete Glockenturm, der wiederum auf den Resten einer noch älteren Vorgängerkirche steht. Er ist der älteste Kirchturm im Anjou. Ein gutes Stück der alten Kirchenwand aus einfachen Feldsteinen in wildem Verband ist auf der Nordseite des Turms in der großen Blendarkadennische über dem Nordportal zu sehen.
Aufgrund der großen Freiheiten, die Fürsten und Könige dem Kloster vom 9. bis zum 11. Jahrhundert einräumten, erfuhr das Priorat eine Phase wirtschaftlicher Blüte. So konnte um 1100 mit der Errichtung des neuen, wesentlich größeren Kirchenbauwerkes begonnen werden. Die Länge der Kirche sollte, einschließlich ihrer mittleren Umgangskapelle, die zerstört ist, immerhin knapp 70 Meter messen. Man begann mit der Errichtung der ersten Gebäudeteile im Osten und setzte sie über das ganze 12. Jahrhundert nach Westen fort. Während der ersten Bauarbeiten am Umgangschor stand noch die erst später abgebrochene Kirche des 11. Jahrhunderts für sakrale Riten zur Verfügung, einschließlich ihres heute noch erhaltenen Glockenturms.

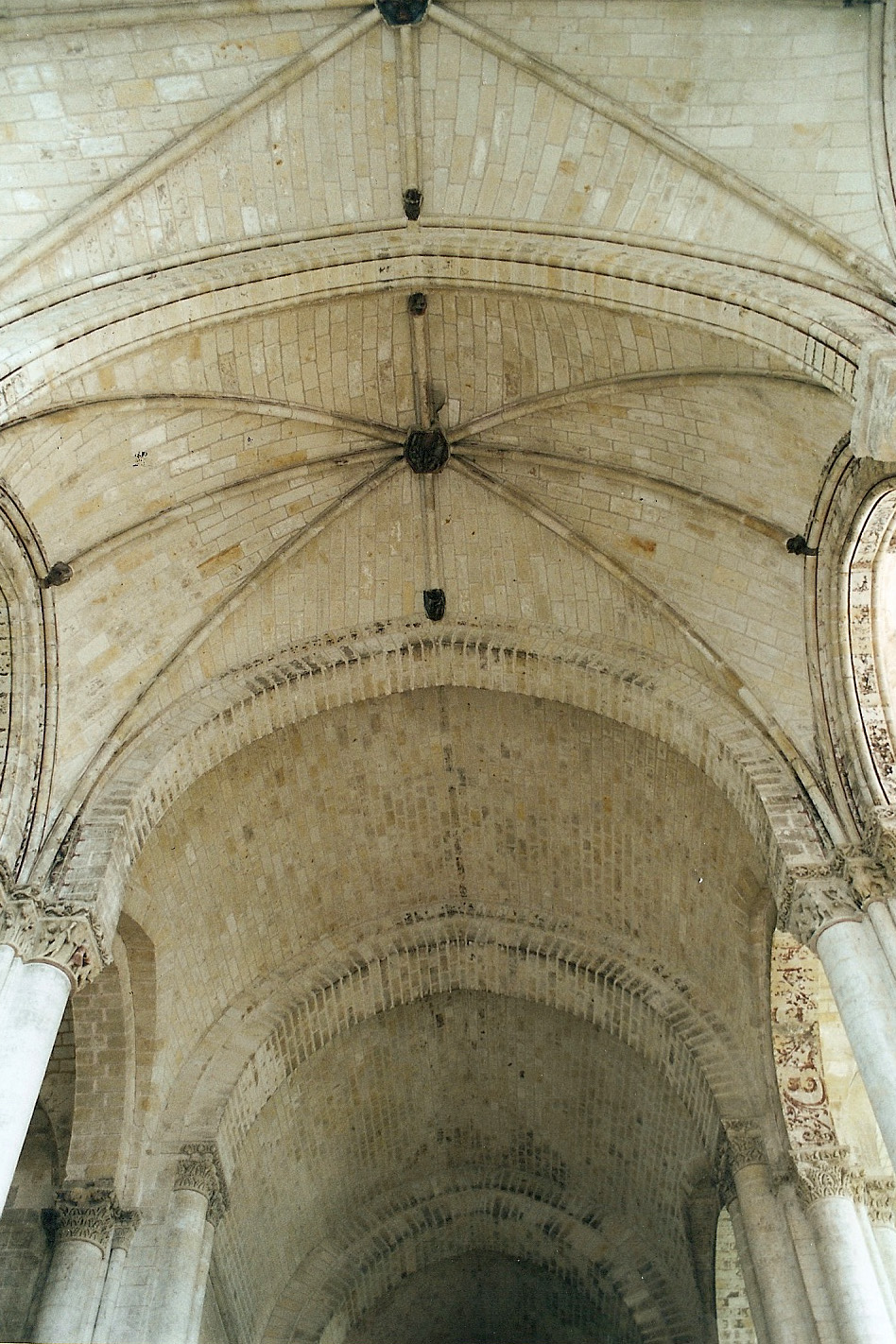
Gewölbe 2.–5. Joch

Die Bauarbeiten fielen zusammen mit dem Anwachsen der Popularität der Pilgerfahrten nach Santiago de Compostela, an dem das Priorat teilhaben wollte. Cunault lag an einer der Nebenrouten des Jakobswegs, der in Saumur die Loire kreuzte, und nicht weit von einer der vier Hauptrouten, der Via Turonensis, die in Tours die Loire überquerte. Die neue große Pilgerkirche, mit ihrem Umgangschor für Pilgerprozessionen und fünf Kapellen zur Präsentation und Verehrung von Reliquien sollte großen Pilgerströmen angemessenen Raum bieten, zu Gottesdiensten und zur Unterkunft. Die Pilger übernachteten häufig in den Kirchen am Jakobsweg und ließen die unvermeidlichen Verletzungen ihrer Gliedmaßen von den Mönchen fachgerecht versorgen. Die abschnittsweise Komplettierung des Bauwerkes ließ es außerdem schon frühzeitig zu, zum Beispiel nach Fertigstellung des Chors, diesen den Pilgern zugänglich zu machen. Dieser erste Abschnitt wuchs dann in Richtung Westen in möglicherweise drei weiteren Teilschritten, deren Kapazität ebenso stetig anstieg.
Zur Blütezeit der Wallfahrt, in der ersten Hälfte des 12. Jahrhunderts, zogen jährlich Hunderttausende von Pilgern nach Süden. Mit dem Gezänk um Aquitanien zwischen England und Frankreich, das nach Mitte des 12. Jahrhunderts anhob, reduzierten sich die Pilgerbewegungen. Die Kriege des 13., bis ins 16. Jahrhundert, führten zu einem dramatischen Einbruch bei jenen Christen, die nördlich der Pyrenäen lebten, bis hin zum gänzlichen Stillstand.
Zu Beginn des 13. Jahrhunderts wurde die Kirche mit Errichtung der drei ersten Joche mit Kreuzrippengewölben in gotischen Plantagenet-Stil und der Fassade fertiggestellt, später wurden nur noch Details verändert. Das vollendete Bauwerk hat die Blütezeit des Jakobsweges nicht mehr erlebt.
Die Klostergebäude von damals existieren heute nicht mehr. Sie schlossen aber, wie bei fast allen Klosteranlagen des Mittelalters üblich, an die Südwände der Kirche unmittelbar an, ihre Räumlichkeiten gruppierten sich dort um einen meist quadratischen Kreuzgang, den Mittelpunkt eines jeden Klosters. Dazu gehörten beispielsweise die Sakristei, der Kapitelsaal, das Refektorium, eine Fraterie, Vorrats- und Lagerräume, ein Aufwärmraum, verschiedene Konventsräume, und meist im Obergeschoss das Dormitorium.

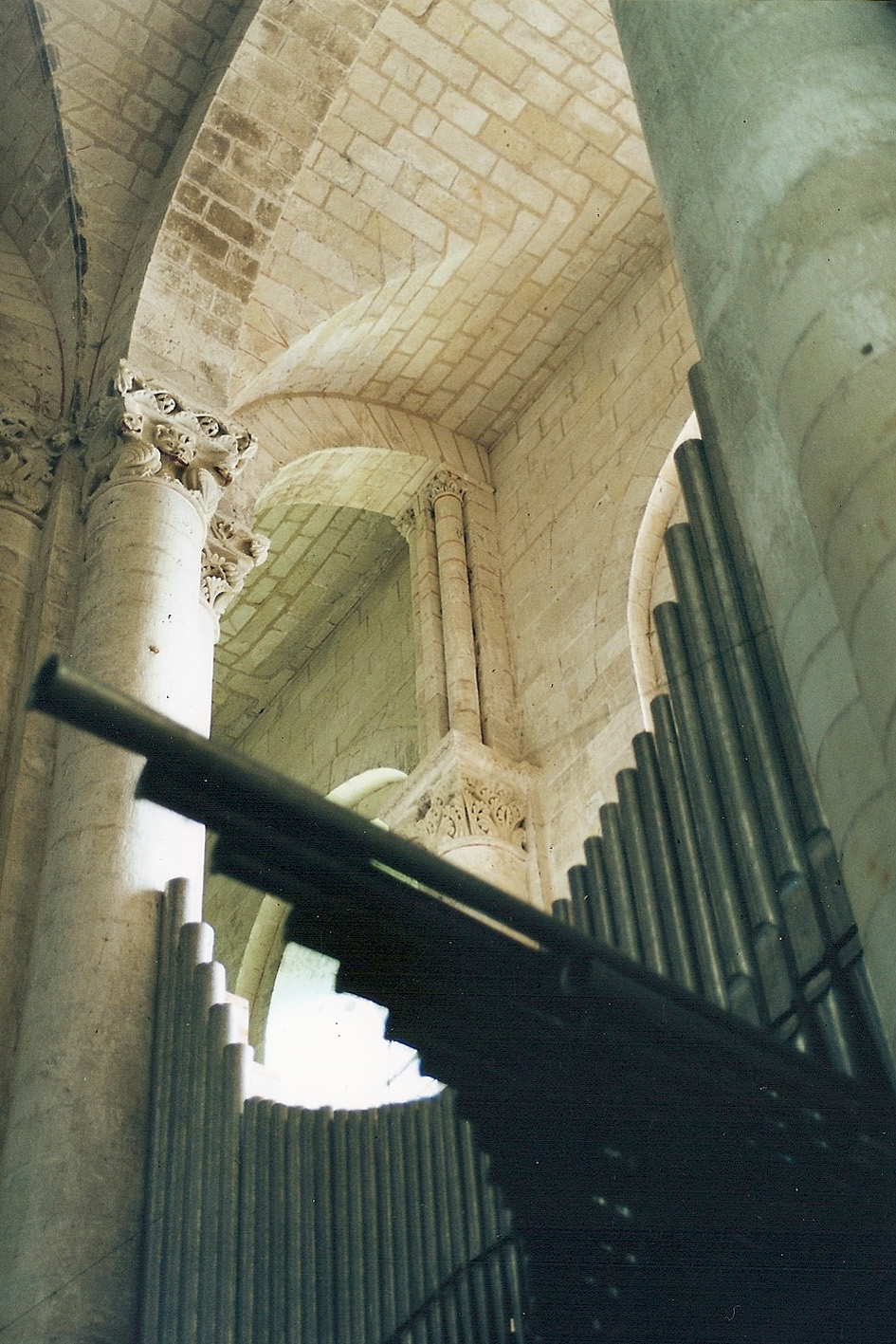
Südl. Seitenschiff, 6. Joch, Orgel

Nach den Wirren des Hundertjährigen Krieges (1339–1453) und der Religionskriege (1562–1598) war das Klosterleben der nur noch wenigen verbliebenen Mönche auf seinem Tiefpunkt angelangt. 1741 wurde das Priorat durch den Bischof von Angers aufgelöst und seine Güter dem Séminaire Saint-Charles in Angers übertragen. Den Chor erwarb 1749 ein Privatmann und nutzte ihn als Scheune. Das Langhaus der ehemaligen Prioratskirche wurde 1754 die Pfarrkirche des Ortes, nachdem in diesem Jahr die ehemalige Pfarrkirche Sankt Maxentiolus durch einen Sturm zerstört worden war. Die Ruinen befinden sich auf dem Ortsfriedhof.
In Zeiten der Französischen Revolution (1789) wurden die Gebäude als Staatsgut zum Abbruch verkauft.
Um 1838 begann unter dem Architekten Joly-Leterme aus Saumur die Restaurierung, die von dem Schriftsteller Prosper Mérimée unterstützt wurde und insgesamt 30 Jahre andauern sollte. Leider wurden dabei die Dächer aus finanziellen Gründen vereinfacht, nicht zum Vorteil der äußeren Gestalt.

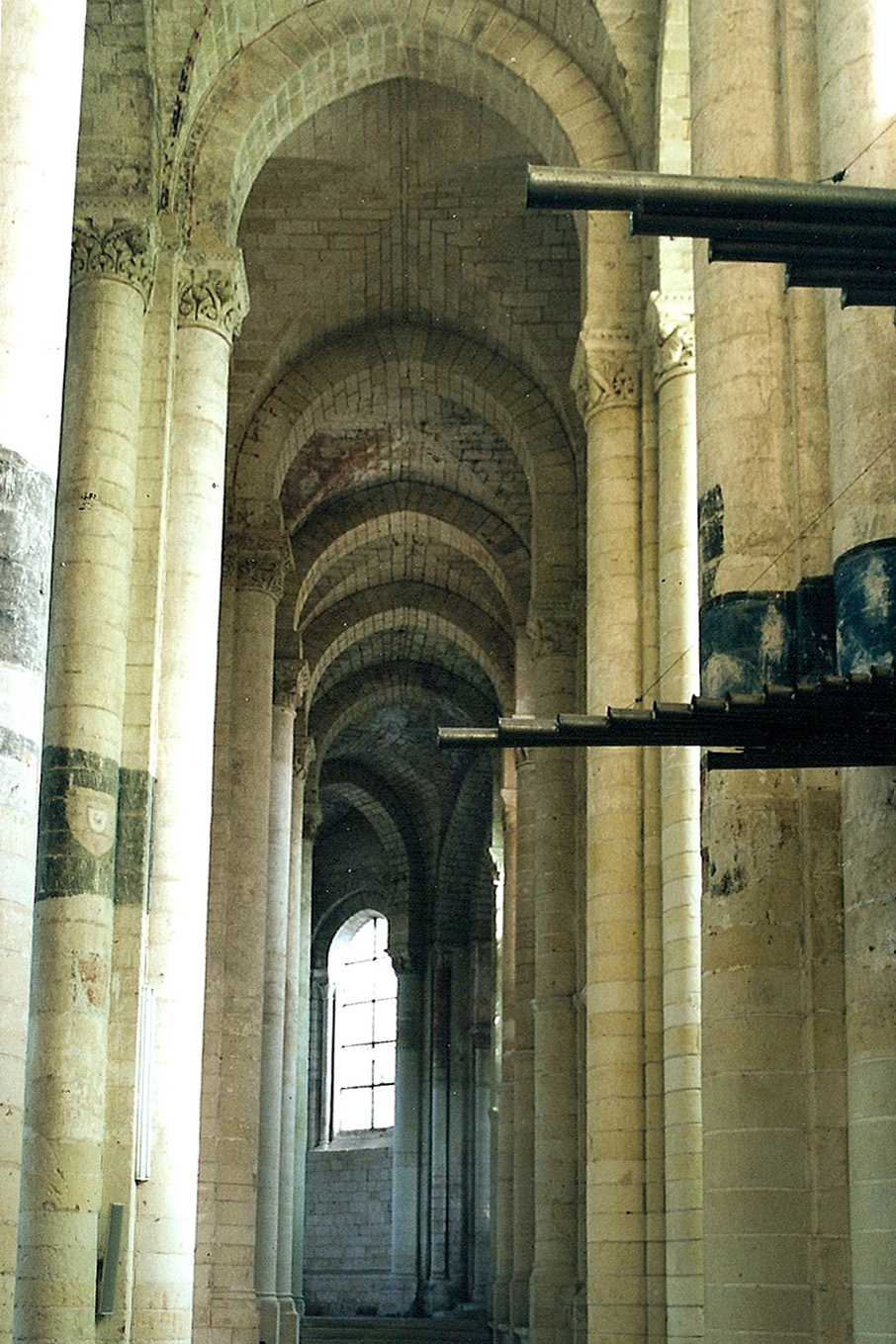
Südl. Seitenschiff u. Umgang

## Bauwerk der Kirche
Der romanische Sakralbau von Cunault ist eine dreischiffige Halle mit einem Pseudoquerschiff. Der für Wallfahrtskirchen typische, gestreckte und halbrund geschlossene Umgangschor besitzt zwei apsidiale Chorkapellen; eine dritte in der Mittelachse ist nicht mehr vorhanden.

### Abmessungen
Alle Maße sind ungefähre Angaben, aus einem Grundriss mit Maßstab entnommen und hochgerechnet. Die Maße enthalten nicht Wandvorlagen oder ähnliche Vorsprünge.
Innere Maße:

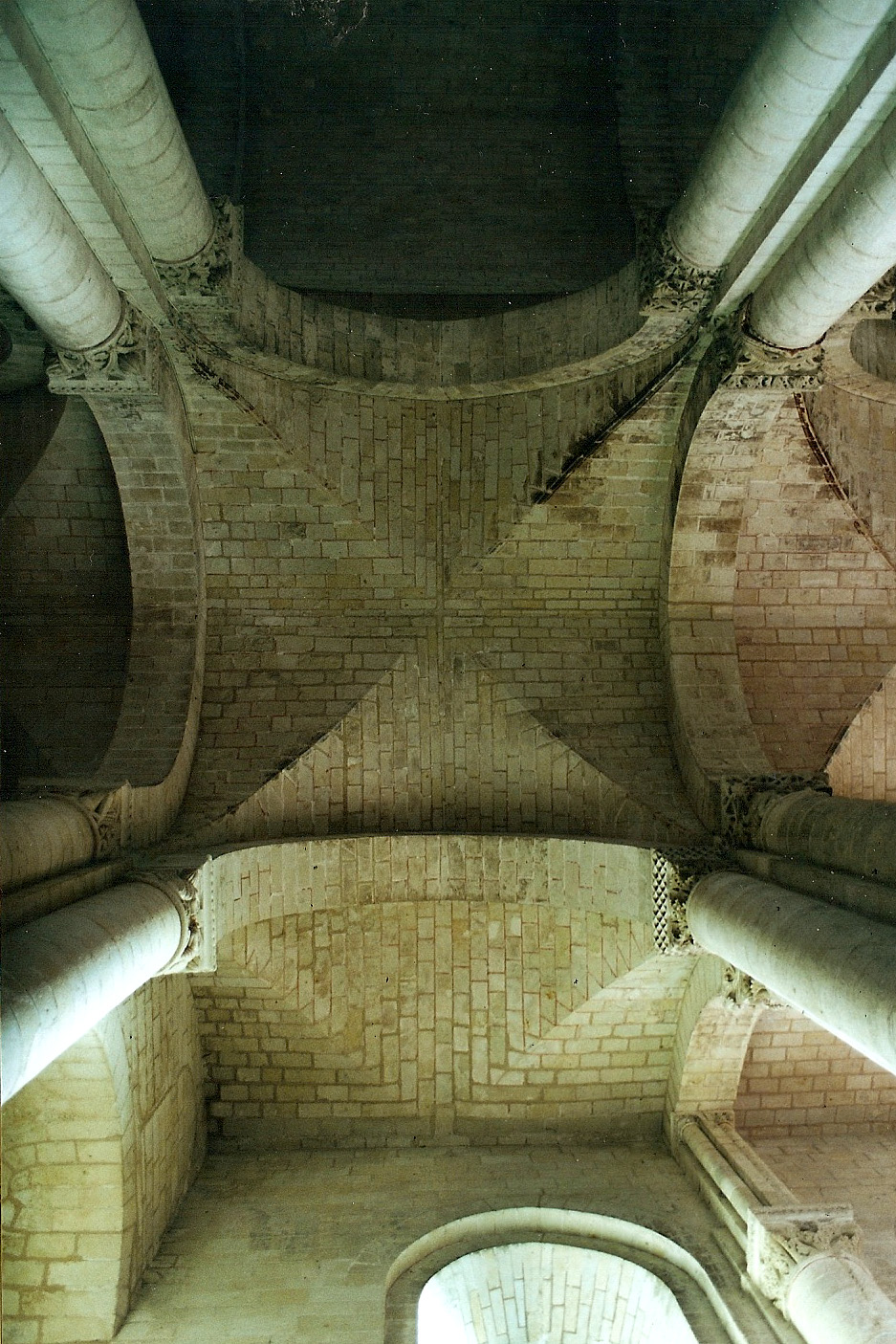
Südl. Seitenschiff, 7. Joch

- Länge des Schiffs der Joche 1 bis 5: 28,00 m
- Länge des Schiffs im Bereich des Pseudoquerhauses, Joche 6 und 7: 9,70 m
- Länge Chor, inklusive Apsis: 18,50 m
- Breite Langhaus der Joche 1 bis 4: 19,40 m
- Breite Langhaus in Joch 5: 19,90 m
- Davon Mittelschiffbreite: 8,20 m
- Breite Langhaus im Bereich des Pseudoquerhauses, Joche 6 und 7: 24,40 m
- Breite Chor inklusive Umgänge: 16,80 m
- Davon Chorbreite: 6,50 m

Äußere Maße:
- Gesamtlänge mit ehemaliger zentralen Umgangsapsis: knapp 70,00 m
- Gesamtlänge heute, ohne diese Apsis: 66,00 m
- Langhausbreite, Joche 1 – 4: 22,40 m
- Langhausbreite im Joch 5: 22,90 m
- Langhausbreite im Bereich des Pseudoquerhauses, Joche 6 und 7: 22,40 m
- Breite des Chors mit Umgängen: 18,50 m

### Äußeres
Der Umgangschor mit rund schließdenden Radialkapellen ist mit rundbogigen Blendgalerien geschmückt, aber durch die vereinfachte Dachkonstruktion verunstaltet.
Wie nicht anders zu erwarten, hat auch das anschließende Langhaus bis einschließlich der Turmjoche romanische Fenster und Portale.
Westfassade und die Seiten der drei westliche Joche haben Portal, Fenster und Blenden mit gotischen Spitzbögen.

### Inneres
Die Größe des Kirchenraumes ist beeindruckend. Ein erstaunlicher Perspektiveffekt lässt den Raum scheinbar noch tiefer wirken, was die Baumeister durch eine Verengung der Mittelschiffbreite und eine Verringerung der Jochbreiten im Chor erreichten.

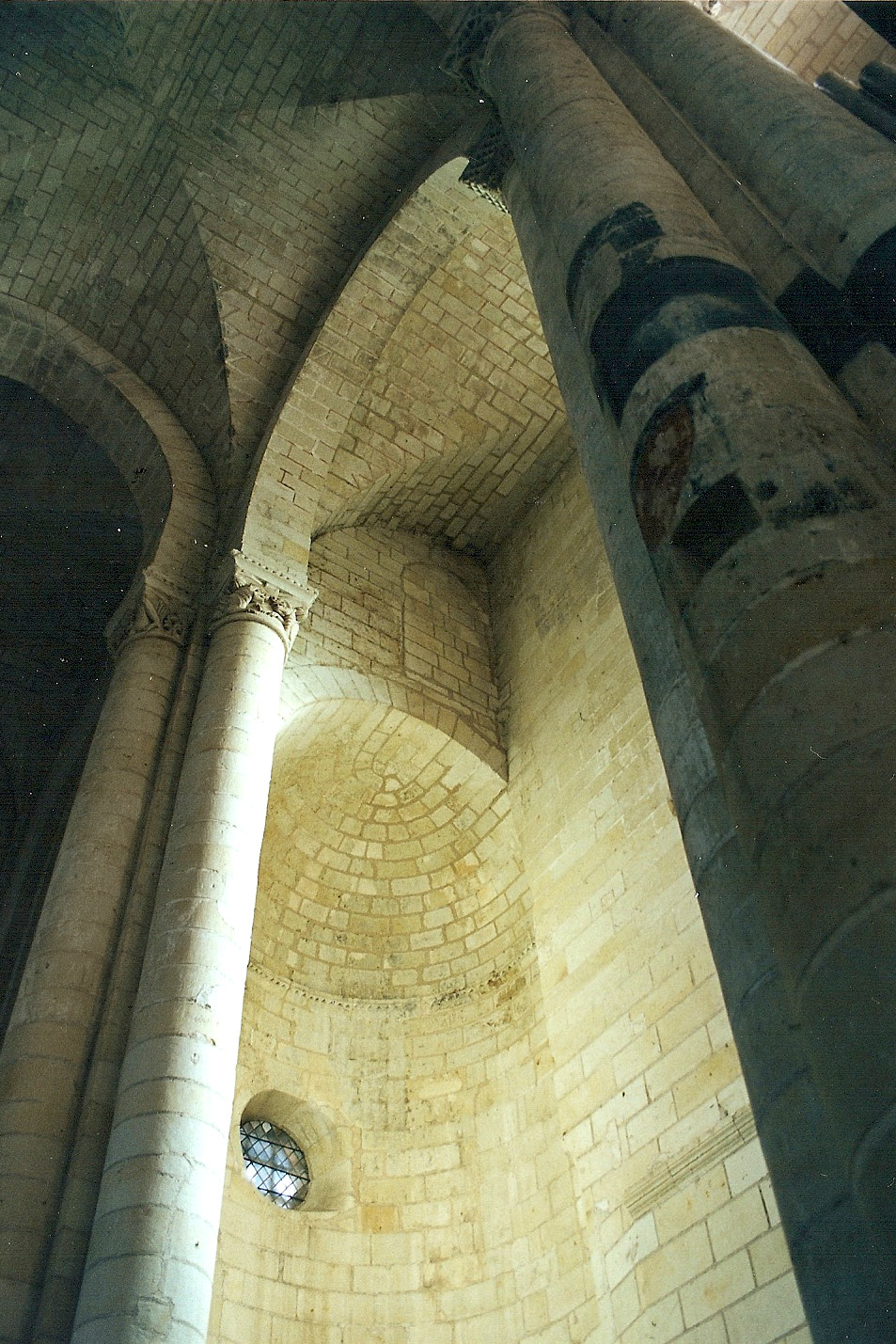
Südl. Langhauskapelle, 7. Joch

Alle Gewölbefelder werden in Querrichtung zum Schiff von kräftigen, leicht angespitzten Gurtbögen getragen, welche die Joche unterteilen. Die Anspitzung der Tonnengewölbe verrät den Einfluss Clunys. Im romanischen Teil, ab dem vierten Joch, sind sie im Querschnitt rechtwinklig, im gotischen Teil, im Joch 1 bis 3, sind sie deutlich schlanker und nach innen etwas konisch verjüngt und ihre Kanten werden in Rundstäben aufgelöst. Alle Gurtbögen des Mittelschiffs, des Chors, der Seitenschiffe und Umgänge stehen auf einheitlich hohen Kapitellen. Die Scheidbögen zwischen den Schiffen, die ebenfalls die Lasten der Wölbungen tragen, stehen auf Kapitellen, die knapp einen Meter tiefer angeordnet sind. Im gotischen Teil gibt es diese Abstufung nicht. Ihre Kanten sind im romanischen Teil einfach abgestuft, im gotischen ähneln sie den Gurtbögen. Die Scheidbögen in den schmalen Chorjochen und denen der Chorapsis sind erheblich gestelzt. Im 5. Joch, das mit dem Turm, sind die Gurtbögen gut doppelt so breit wie in den übrigen Jochen.

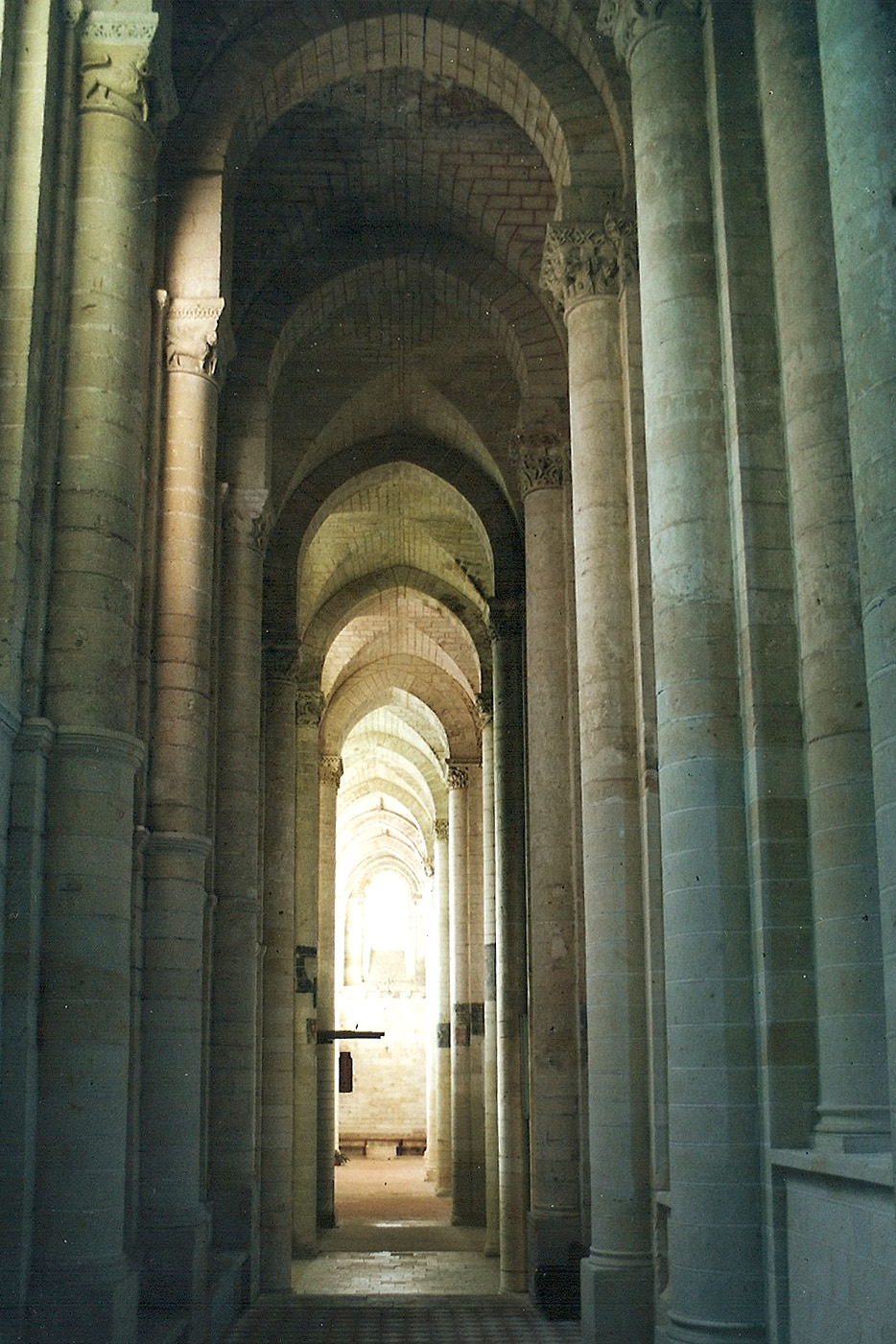
Südl. Seitenschiff und Umgang

Fast alle Stützen der Kirche sind Bündelpfeiler aus einem quadratischen Kern, auf jeder Seite mit dreiviertelrunden „alten“ (kräftigen) Diensten bestückt, welche die Kanten der Kerne noch hervortreten lassen. Diese Kanten gehen oberhalb der Kapitelle in die Gewölbegrate über, bei den reinen Tonnengewölben in die die Gurtbögen begleitenden Vorsprünge. Im Sonderfall des 5. Jochs stehen die sehr breiten Gurtbögen auf „alten“ Dienstpaaren. Im gotischen Teil sind die Kanten der Kerne durch „junge“ (schlanke) halbrunde Dienste verdeckt, die wie die älteren Dienste Kapitelle tragen und darüber in die Gewölberippen übergehen. Entlang den Wänden der Seitenschiffe und der Chorumgänge werden die Joche unterteilt durch Wandpfeiler, auf denen dreiviertelrunde „alte“ Dienste vorgeblendet sind, in derselben Dimension wie eine Seite der Bündelpfeiler, denen sie gegenüberstehen. Im gotischen Teil gilt das sinngemäß, jedoch mit jungen Begleitsäulen. Die meisten der Bündelpfeiler und ihre Gegenüber an den Außenwänden stehen mit schmalen Basisprofilen auf im Grundriss rechtwinkligen, meist kreuzförmigen Sockeln, die im Querschnitt oft profiliert sind.
Nahezu in jedem Joch sind für die Romanik verhältnismäßig großzügig dimensionierte Fenster ausgespart, im romanischen Teil mit Rundbögen, im gotischen mit angespitzten Rundbögen überdeckt, mit nach innen aufgeweiteten Gewänden. Ihre Kanten sind meist durch Rückversätze gebrochen. Im Chorumgang und in den Umgangskapellen stehen die Keilsteine der Fensterbögen auf schlanken Rundsäulen mit Kapitellen, Kämpfern und Basen, in Wandrücksprüngen. Das im nördlichen 4. Joch fehlende Fenster wurde nachträglich zugemauert.

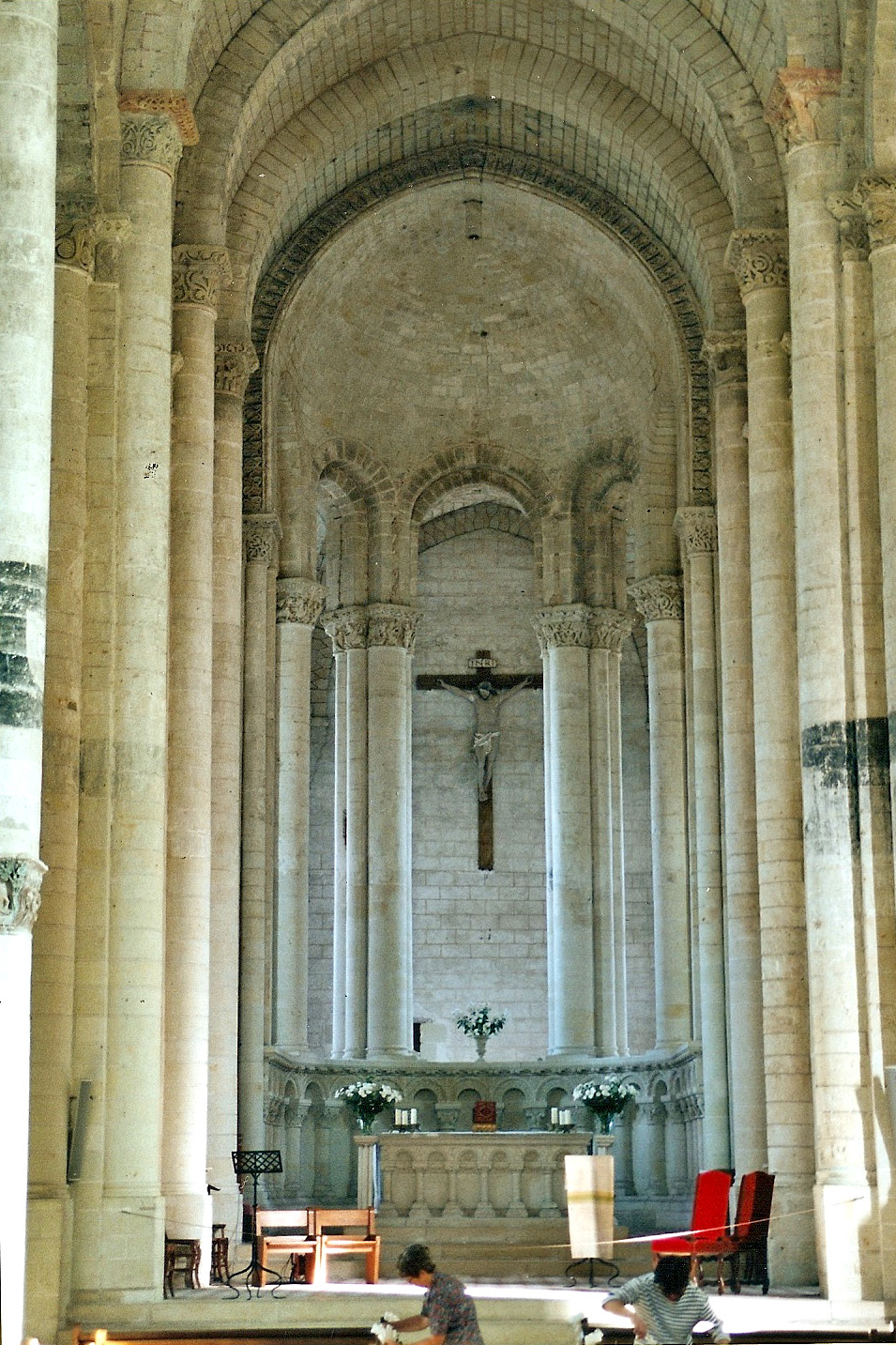
Chor und Umgang

Früher war die Kirche vollständig ausgemalt, von diesen Malereien sind aber nur noch Reste aus dem 12. bis in das 18. Jahrhundert erhalten. Das schwarze Band um die Bündelpfeiler der Kirchenschiffe und des Umgangschors ist ein „Trauerband“ (frz. litre funéraire). Die Wände und Bündelpfeiler sind heute, bis auf einige Ausnahmen, steinsichtig, aus hellem Werkstein, in größeren Formaten. Wesentlich kleinteiliger und etwas dunkler sind die Werksteine der Wölbungen und Bögen.
Die Höhe des Fußbodens des Langhauses der Kirche liegt zehn Stufen unter dem Niveau vor dem Hauptportal. Eine Treppe in Breite des Mittelschiffs führt unmittelbar hinter der Fassade dazu hinab. Im ersten Joch des Chors führt eine sechsstufige Treppe über die ganze Breite des Chors, inklusive der Umgänge, hinauf zum Chor und dessen Umgänge.

#### Langhaus
Der Grundriss des Langhauses täuscht auf den ersten Blick ein Querhaus vor. Es handelt sich aber nur um eine Langhausverbreiterung in den Jochen 6 und 7. Man könnte es auch ein „Pseudoquerhaus“ nennen. Die ersten drei Joche 1 bis 3 sind untereinander identisch. Sie wurden zuletzt im gotischen Plantagenet-Stil errichtet, und von achttkappigen stark überhöhten angevinischen Kreuzrippengewölben überdeckt. Ihre Seitenschiffjoche besitzen quadratische Grundrisse, die des Mittelschiffs sind rechteckig. Das vierte Joch des Langhauses weist nahezu den gleichen Grundriss auf, allerdings mit rein romanischen Einwölbungen, im Mittelschiff ein angespitztes Tonnengewölbe, in den Seitenschiffen je ein Kreuzgratgewölbe.

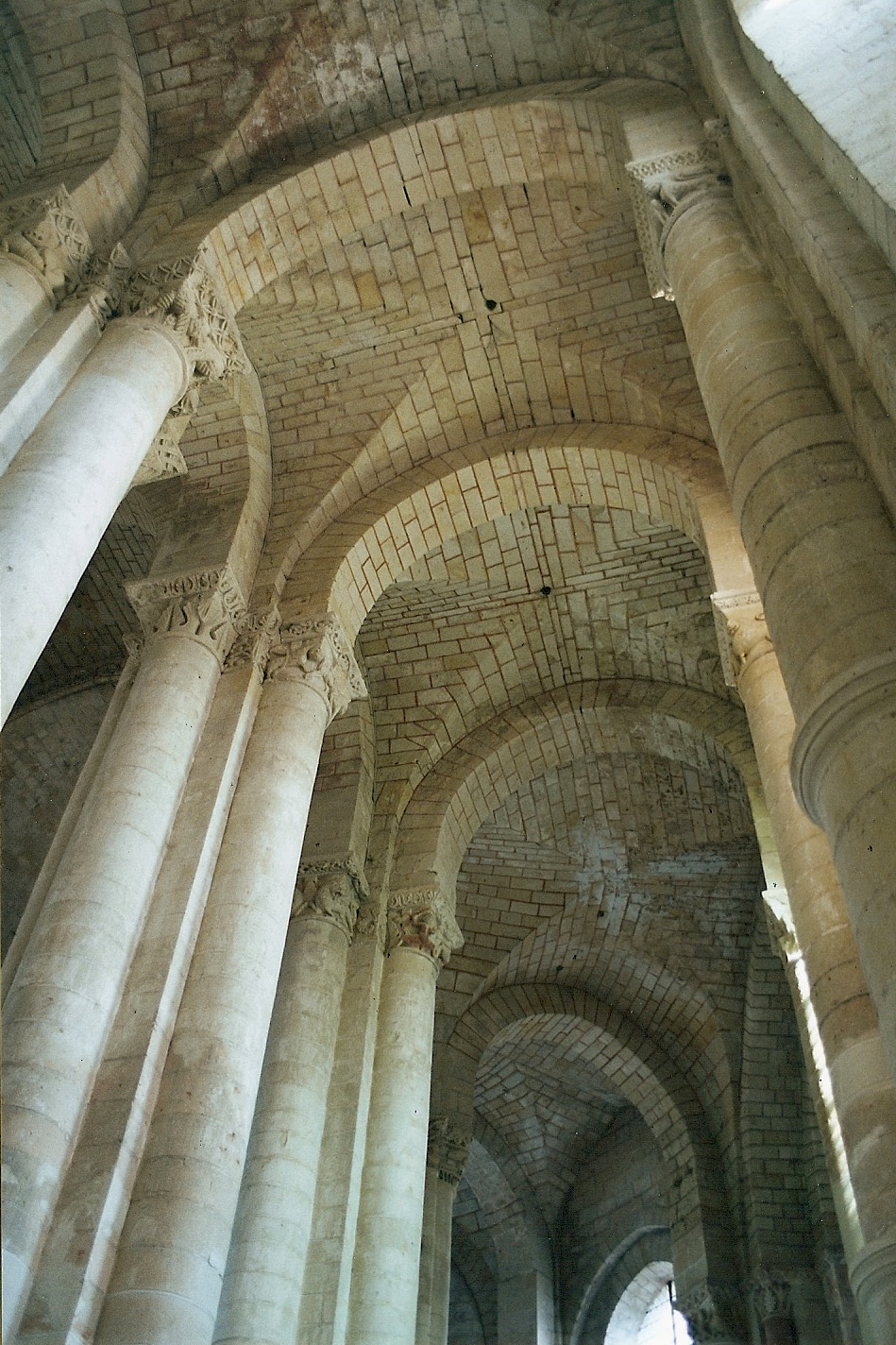
Südl. Chorumgang

Das 5. Joch des Langhauses ist relativ ungewöhnlich, weil es im nördlichen Seitenschiff den Glockenturm der Vorgängerkirche integriert. Es besitzt eine deutlich größere Jochbreite, die sich aus dem vorhandenen Turmgrundriss ergab. Aus dem gleichen Grund ist das Langhaus in diesem Joch auch 50 cm breiter. Das Mittelschiff wird wieder durch eine Tonne und das südliche Seitenschiff von einem Kreuzgratgewölbe überdeckt. Im nördlichen Seitenschiff sind die wesentlich stärker dimensionierten Tragkonstruktionen des quadratischen Turmes der Vorgängerkirche des 11. Jahrhunderts untergebracht, ebenso Reste dessen Vorgängers aus dem 10. Jahrhundert oder früher. Die Überdeckung besteht aus einem Trompengewölbe, mit einem kreisrunden Durchlass im Gewölbescheitel, zum Transport der Glocken. Das Ganze erinnert an eine Vierung, möglicherweise war es auch die Vierung der Vorgängerkirche, deren Schiff sich nach Westen hin anschloss, im Bereich des heutigen nördlichen Seitenschiffs.

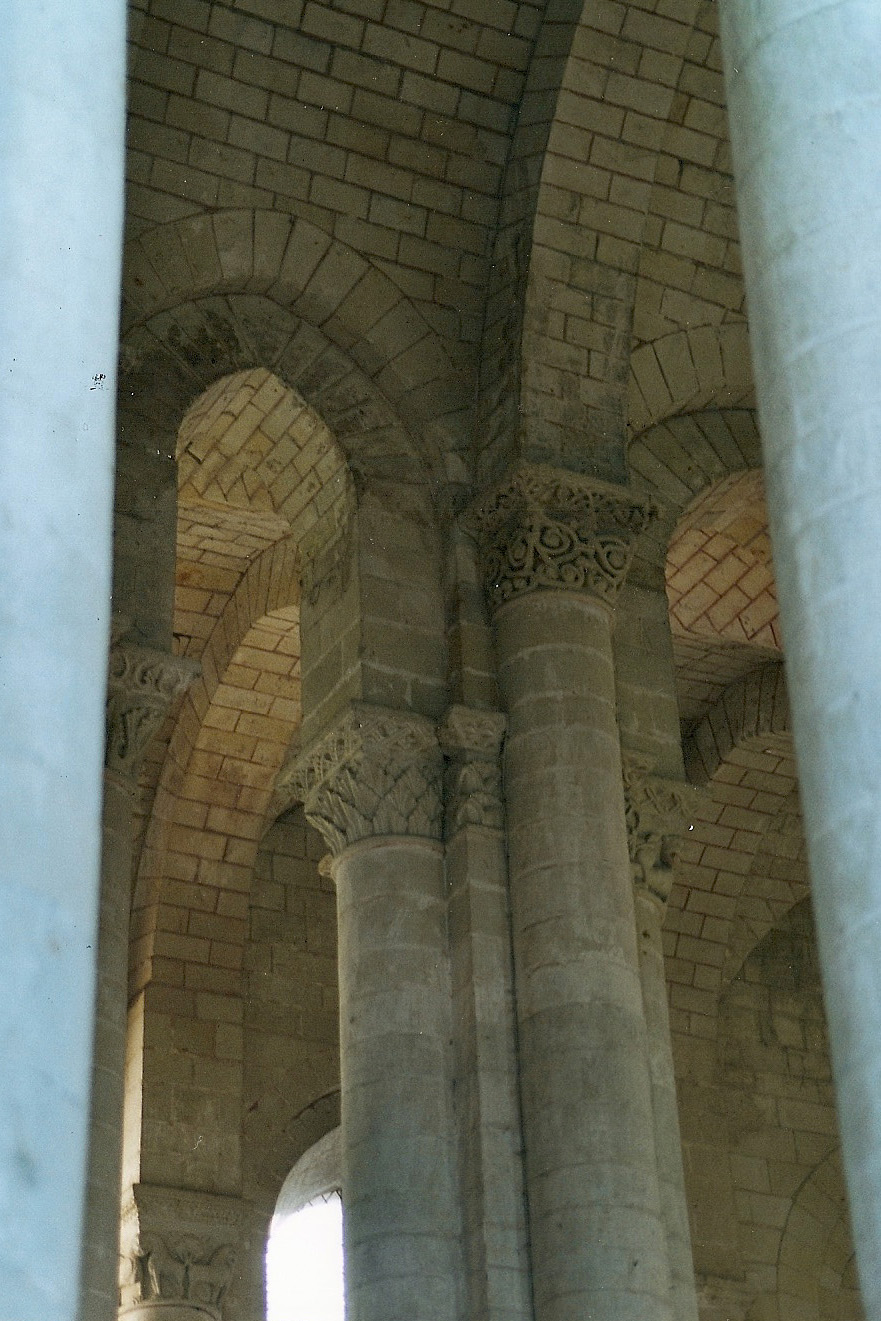
Bündelpfeiler Chor, am südl. Umgang

Im Bereich der Joche 6 und 7 wird das gesamte Langhaus breiter und täuscht ein Querhaus vor. Die Jochbreiten entsprechen wieder denjenigen der Joche 1 bis 4. Das Mittelschiff wird um knapp zwei Meter verschmälert und auf jeder Seite von zwei Seitenschiffen begleitet. Die inneren sind in Querrichtung des Schiffs etwa so breit, wie die Seitenschiffe der Joche 1 bis 4. Die äußeren auf der Nordseite sind etwas schmäler, auf der Südseite nur halb so breit. Dort gibt es nur halbe Kreuzgratgewölbe, mit ihrem Scheitel über der inneren Wandoberfläche. Das Kapitell unter dem Gurtbogenscheitel befindet sich auf der gleichen Höhe wie die beim benachbarten Bündelpfeiler. Darüber reicht eine Bündel von vier schlanken Säulen bis unter den Bogenscheitel. Die Mittelschiffsegmente sind wieder mit Tonnen, die der übrigen mit Kreuzgratgewölben überdeckt. Die östlichen Seiten der überstehenden Langhausabschnitte im 7. Joch sind mit halbrunden Apsiden bestückt, und mit Kalottenwölbungen ausgestattet.

#### Umgangschor und Kapellen
Das erste Chorjoch ist etwa so breit wie die vorhergehenden beiden Joche des Langhauses und ebenso eingewölbt. Ihm folgen die Chorjoche 2 bis 4, in nahezu halber Breite, wie die vorausgehenden. Die Wölbungen entsprechen denen der vorausgehenden Joche.
An das vierte Chorjoch schließt die halbkreisförmige Chorapsis, von einer Kalotte überwölbt, und der ebenso halbkreisförmige Chorumgang an, in Breite der übrigen Umgangsabschnitte. Der gekrümmte Umgang weist fünf Jochteilungen auf, deren polygonalen Grundrisse von entsprechenden Kreuzgratgewölben überdeckt werden. Auf der Nord- und Südseite des Umgangs schließen halbkreisförmige Umgangskapellen an mit einer Kalottenwölbung. Die zerstörte Scheitelkapelle hatte vermutlich die gleiche Gestalt wie ihre Nachbarn, wurde aber nach ihrer Zerstörung durch eine glatte geschlossenen Wand ersetzt. Jenseits der Wand gab es einmal einen jüngeren Anbau.
Der Chor ist vom Umgang durch eine Brüstungsmauer abgetrennt, die gleichzeitig die Trennung der Laien von den Chor-Mönchen markiert.
Die halbrunden Wände der Umgangskapellen werden in drei Blendarkaden aufgegliedert, deren Bögen die Kalottenwölbung tragen. Sie stehen auf vier halbrunden Diensten, die mit Kapitellen, Kämpfern und Basen ausgerüstet sind. In die Arkadennischen sind einstufige Archivolten eingestellt, die die Fenstergewände einrahmen. Ihre schlanken Säulen stehen in Wandrücksprüngen in Höhe der seitlichen Gewände und sind mit Kämpfern, Kapitellen und Basen ausgerüstet.

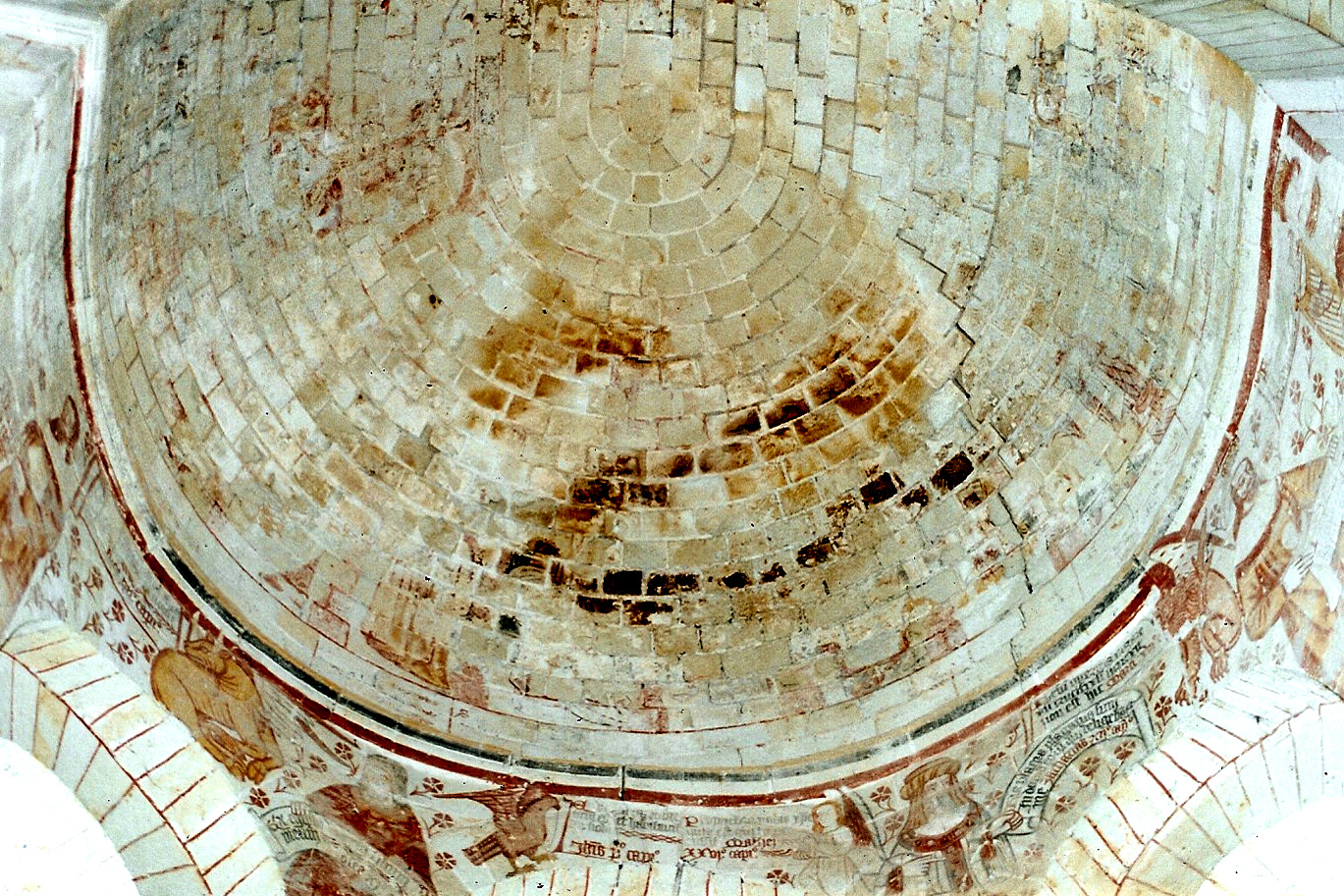
Kalotte Umgangskapelle
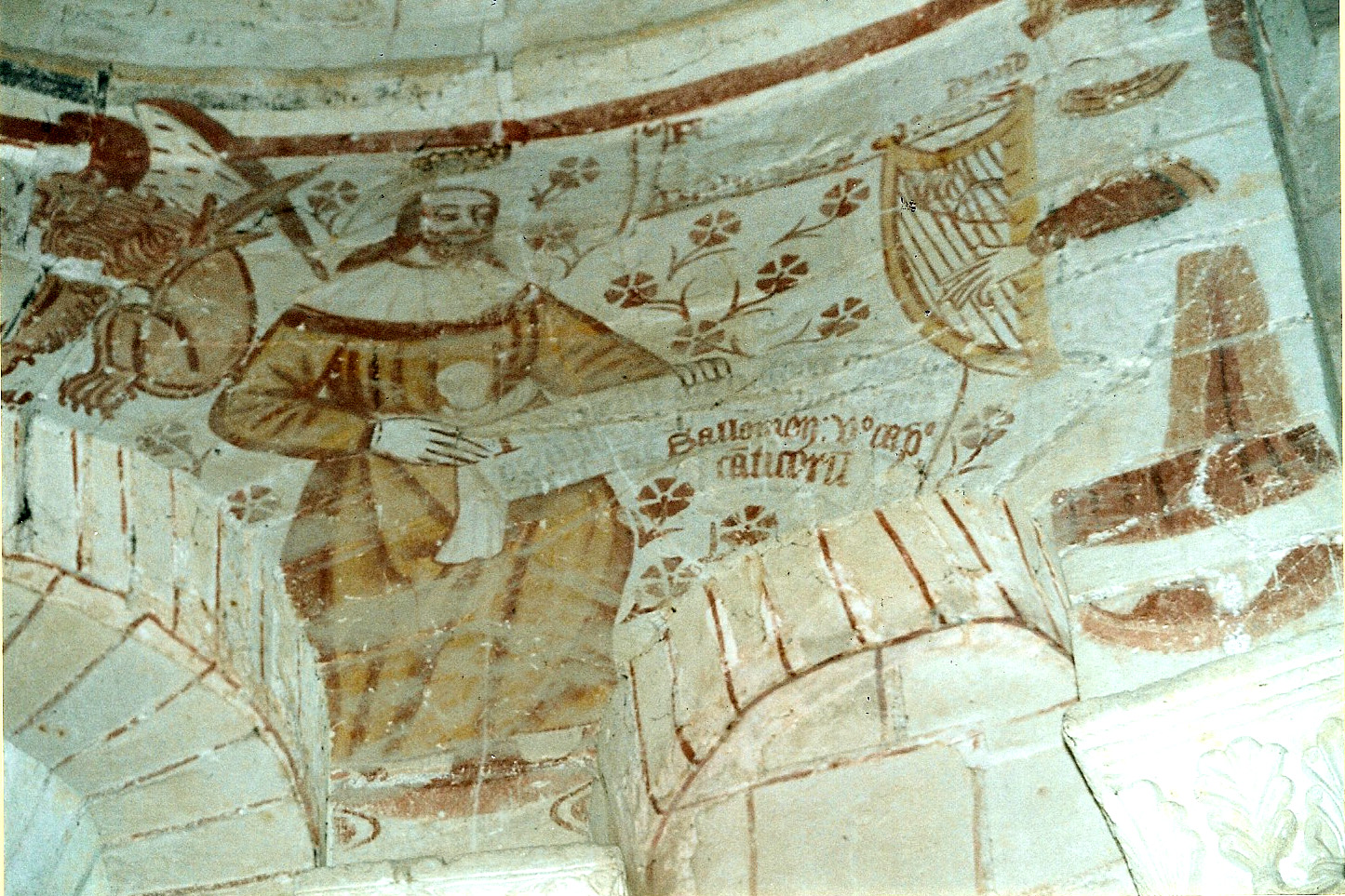
Freskoreste Umgangskapelle

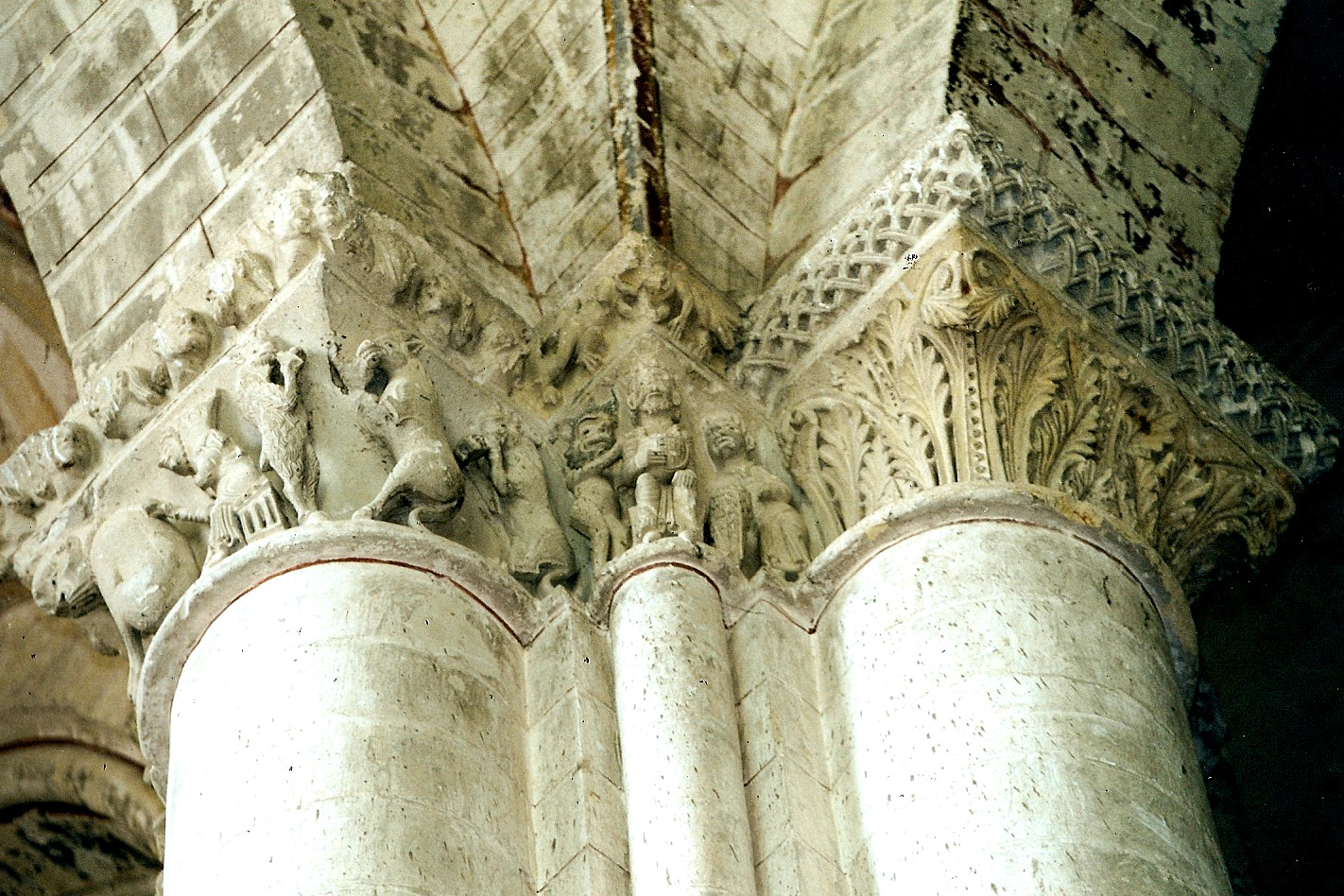
Menschliche und tierische Skulpturen, Vierbeiner hoch aufgerichtet

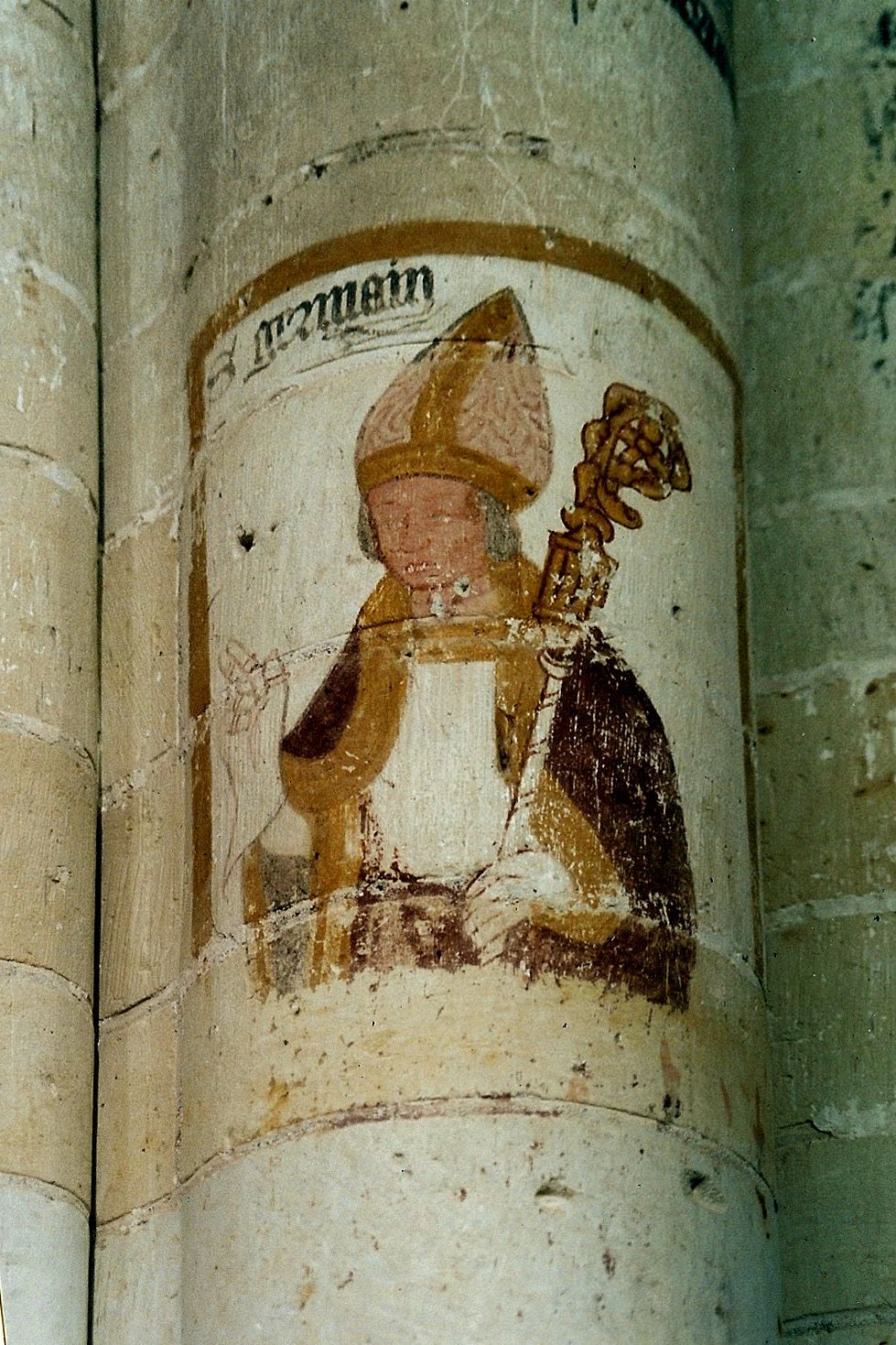
Fresko Saint-Germain
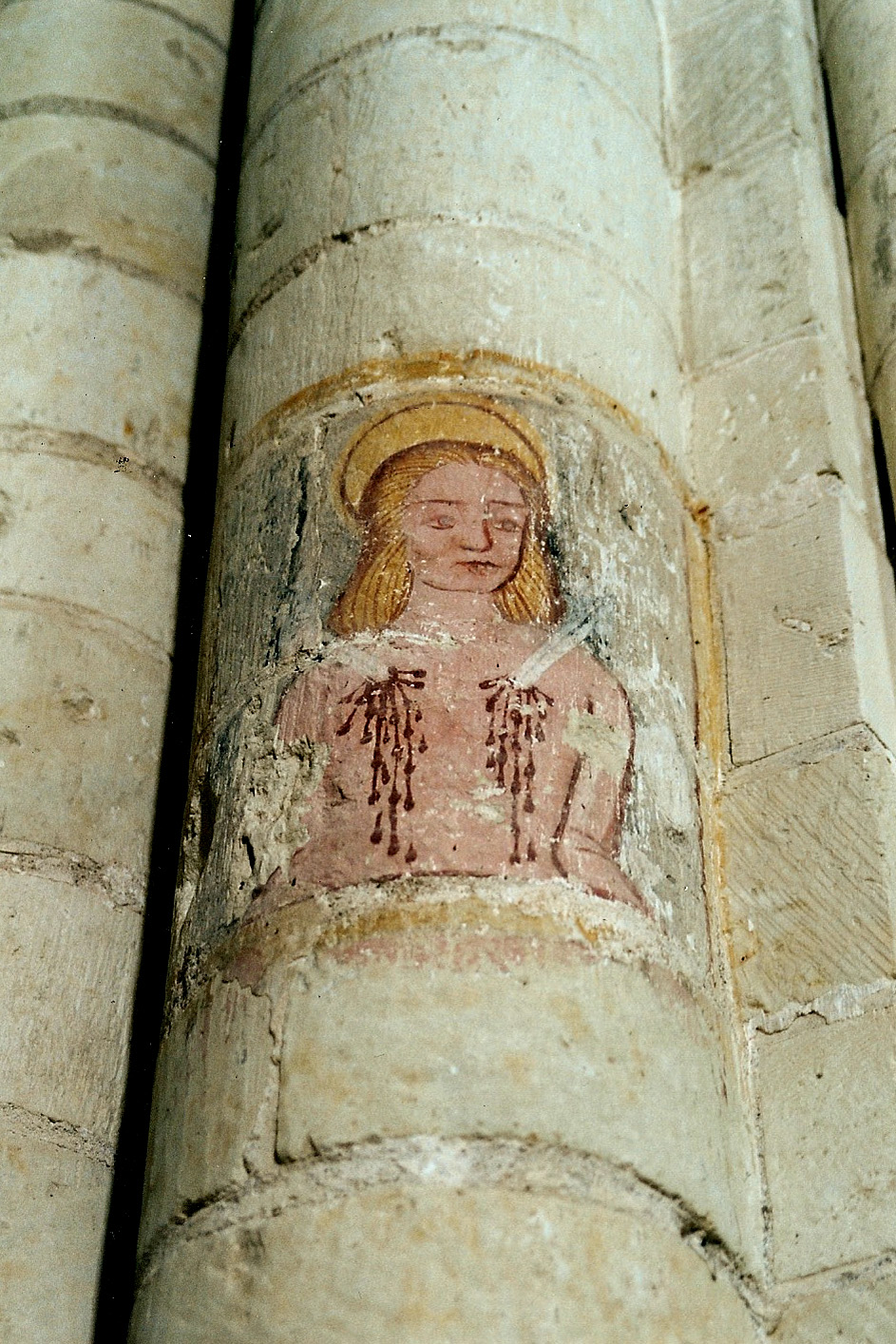
Fresko Märtyrerin

#### Kapitellzyklus
Die große Höhenlage der Kapitelle lässt die oft sehr detaillierten Darstellungen nur mit starken optischen Vergrößerungen erkennen. Das war allerdings dem mittelalterlichen Besucher der Kirche nicht möglich. Die meisten der Kapitellbündel haben ihre polychrome Fassung weitgehend verloren. Es gibt aber auch zwei Kapitelle in mittlerer Höhe der durchgehenden Dienste, deren Einzelheiten mit bloßem Auge studiert werden können. Ihre Farbfassung ist noch erhalten oder restauriert. Auf einem sind neun stehende Mönche dargestellt, auf dem anderen Szenen aus dem Leben des Heiligen Philibert. Die Inschrift in lateinischen Majuskeln lautet: S PHILIBERTVS: Sie zeugt davon, dass die Gebeine des Heiligen tatsächlich im Priorat gewesen sind.
Notre Dame de Cunault weist in seinem immensen Kapitellprogramm mit Vorliebe archaische, fast heidnisch anmutende Motive auf, besonders gerne Kampfszenen. Begleitet sind diese figurativen Szenen häufig von Pflanzenformen und beide zusammen überziehen die gesamte Kapitellzone des Pfeilers mit seinen vorgelegten Diensten als endloses Band. In der abschreckenden Thematik der Kapitelle wird ein ganzes Pandämonium von Angstvisionen ausgebreitet. Das typischste Motiv ist der berühmte sogenannte „Grand goule“, das Großmaul, das die ganze Säule zu verschlingen scheint. Dieses Motiv soll keltischen Ursprungs sein und entweder die Erde oder den Teufel darstellen.

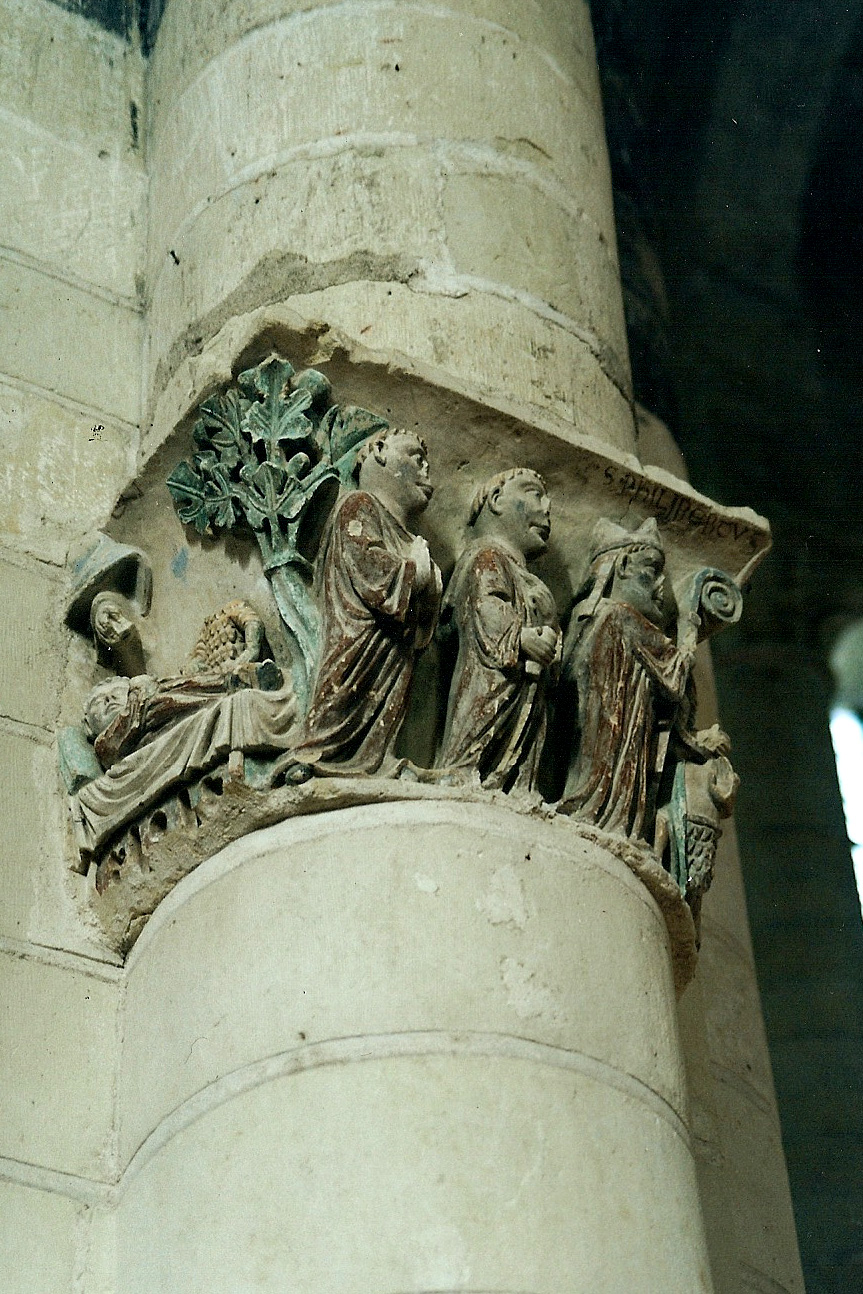
Tiefes Kapitell, aus dem Leben des Hl. Philbert

Untiere, Fratzen und Grimassen und ein ständiges Sich-gegenseitig-verschlingen sind Themen dieser Kapitelle. Die romanischen Kirchen als solche haben in der damaligen Welt als solide Steinbauten zwar das Beständige und Ewige symbolisiert – jenseits des ständigen Wandels der bedrohlichen Umwelt. Aber die tiefe Angst, vor allem das ständig bohrende Schuldbewusstsein des sündigen Menschen ließ auf den Kapitellen solche seltsamen, elenden Schimären entstehen.

#### Psychomachie
Eine Vielzahl von Themen entnahm die romanische Bauplastik einer Schrift, die bereits im Jahr 405 veröffentlicht wurde, der sogenannten Psychomachia des Prudentius. Das Wort Psychomachie übersetzt man am besten als „Kampf um die Seele“.
Der Text besteht aus 915 Hexametern. In ihnen werden die christlichen Tugenden und die heidnischen Laster gegenübergestellt, und zwar in allegorischen Bildern. Es geht um die Herrschaft in der menschlichen Seele. In verschiedenen Versionen werden Vertreter der gegnerischen Seiten als Kämpfende dargestellt. Als erste treten der Glaube als die Haupttugend und der Götzendienst als die angebliche Quelle aller Laster gegeneinander an. Hier sieht der Autor Prudentius die Grundentscheidung im Ringen der menschlichen Seele.
Die folgenden Auseinandersetzungen werden geführt von Keuschheit und Unzucht, Geduld und Zorn, Demut und Hoffart, Mäßigkeit und Üppigkeit, Geiz und Barmherzigkeit, Zwietracht und Eintracht. Am Ende siegt die Eintracht und die Psychomachie hat ein friedliches Ende.

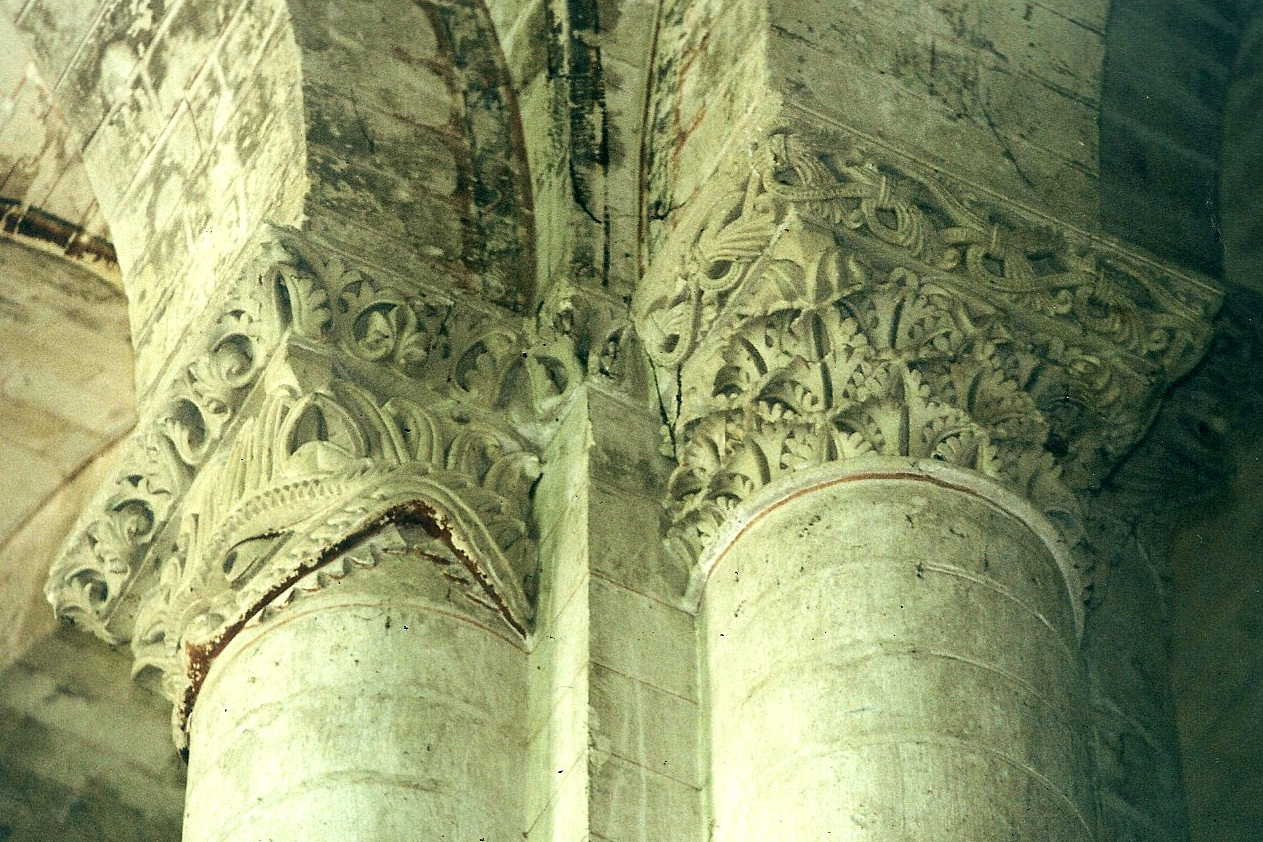
„Grand goule“ (Großmaul) frisst Säule
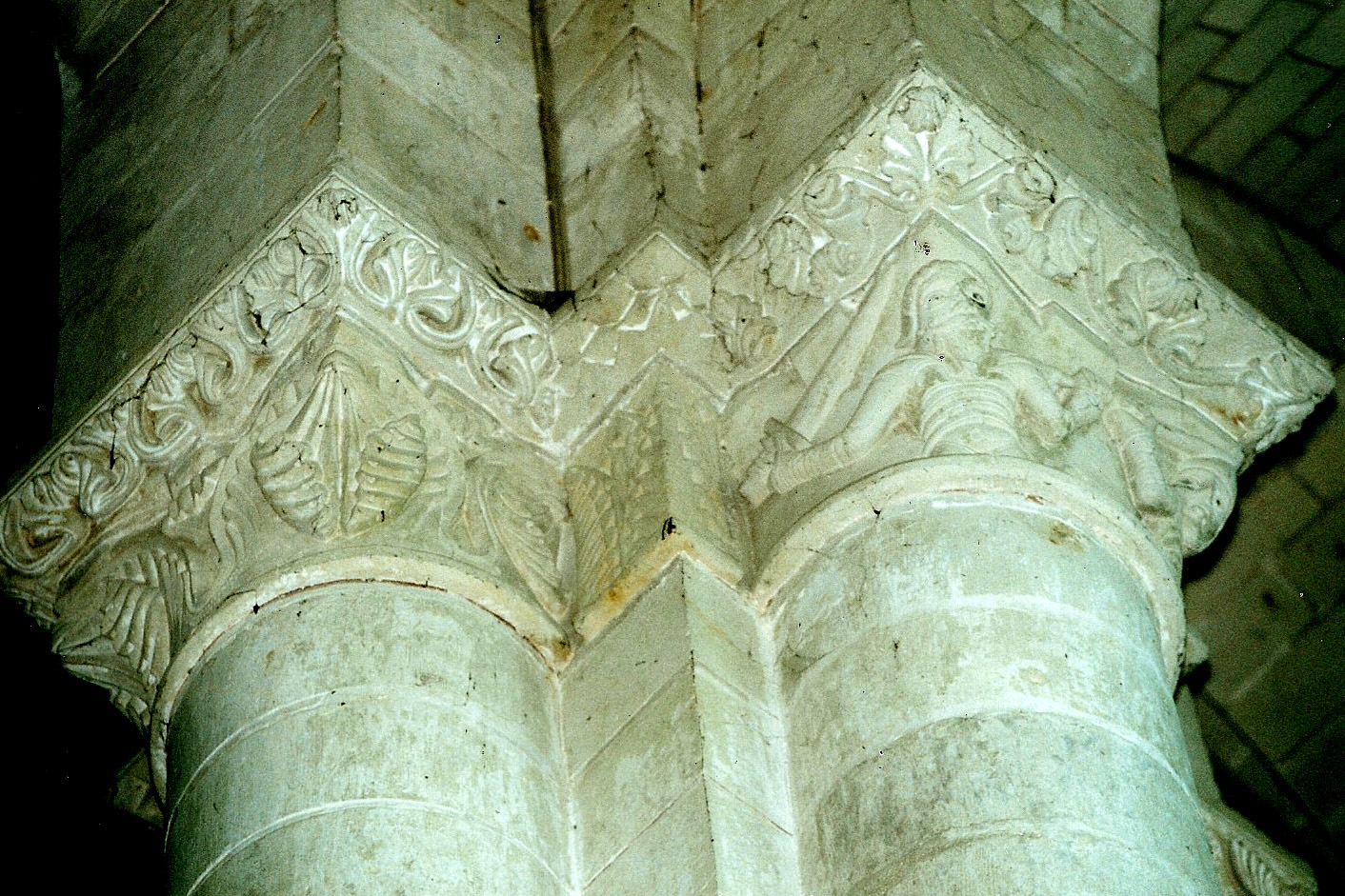
Rechts Kampfszene
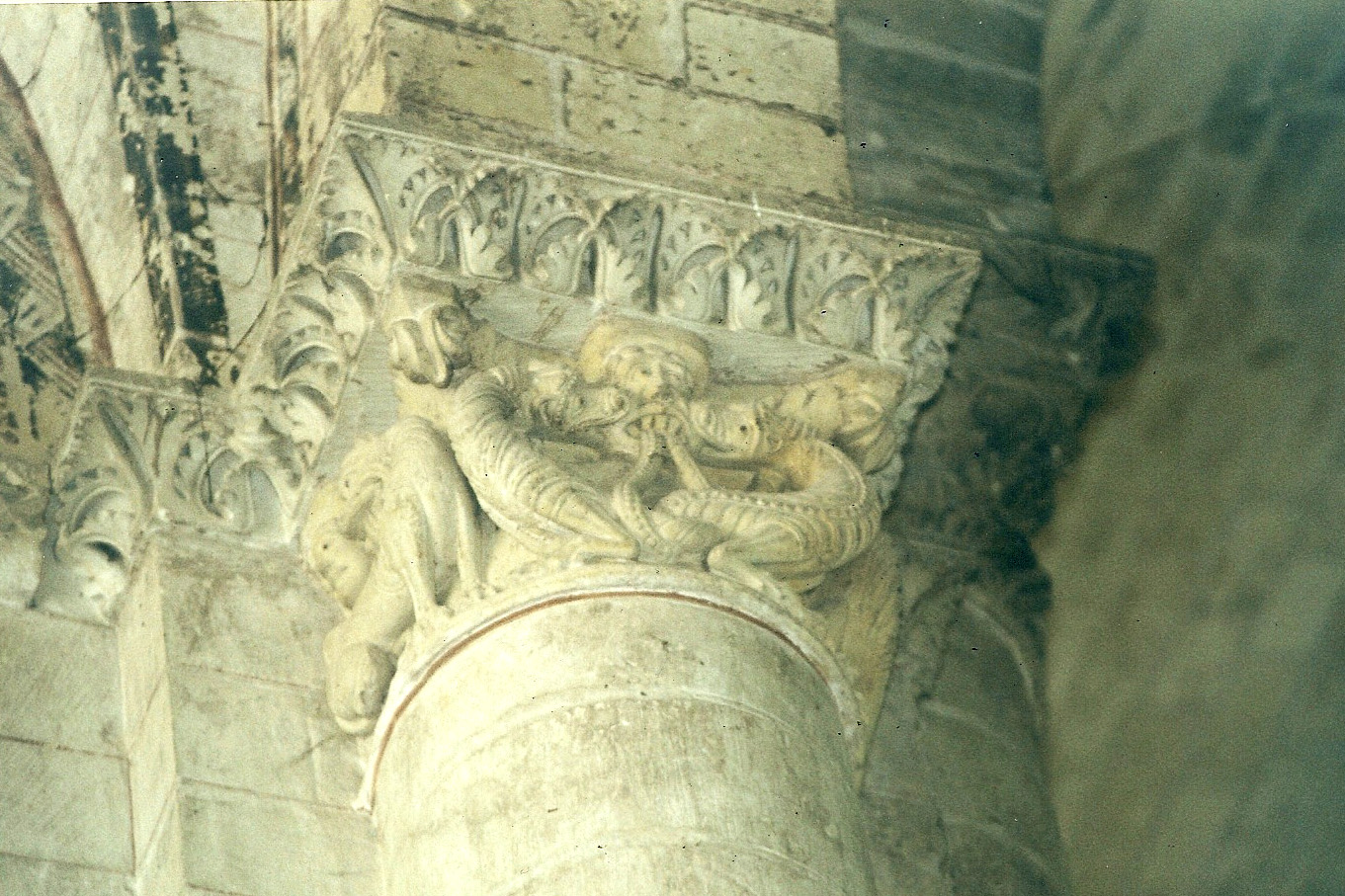
Menschenähnlicher Kopf frisst Echsenschwänze
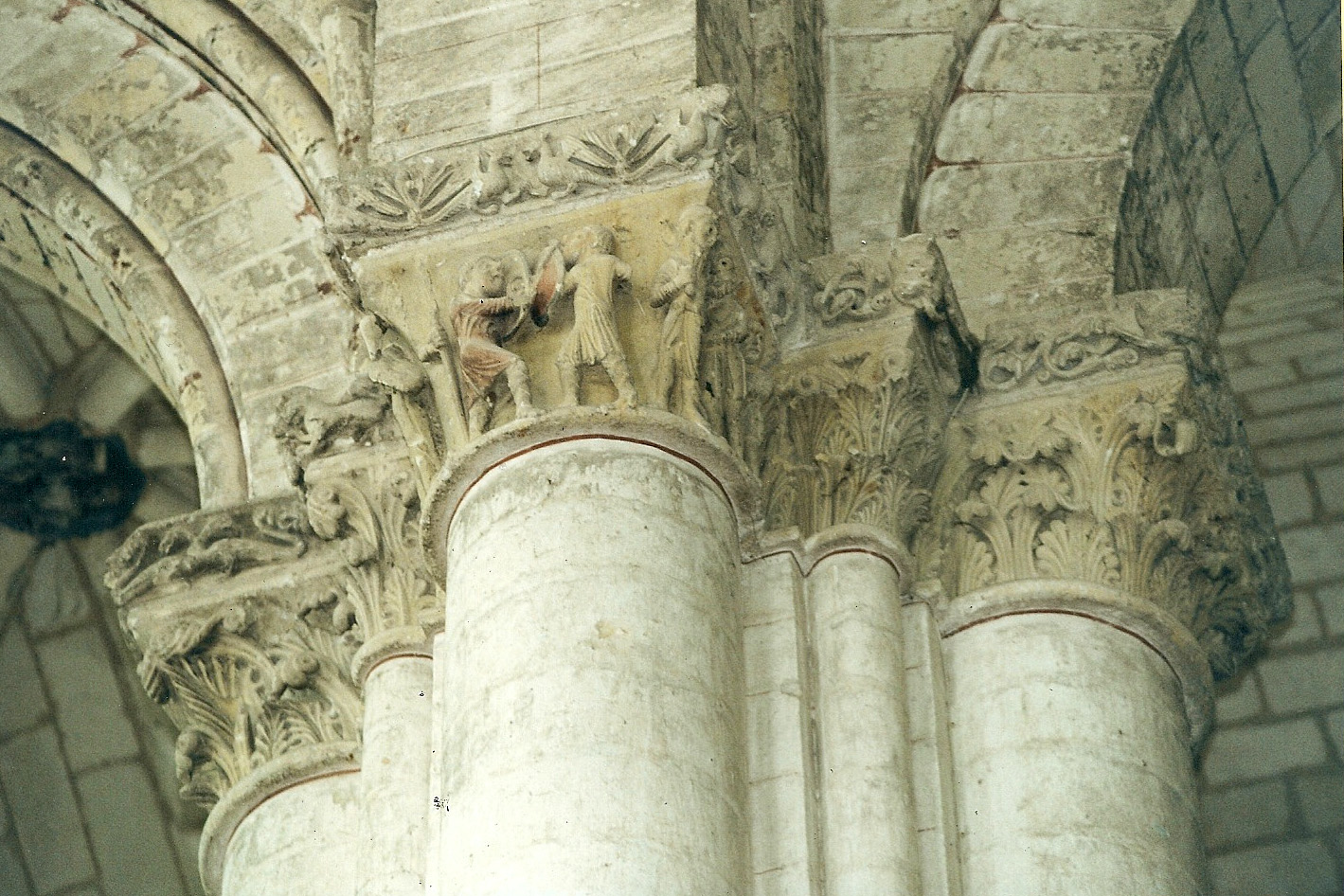
Mitte Kampfszene
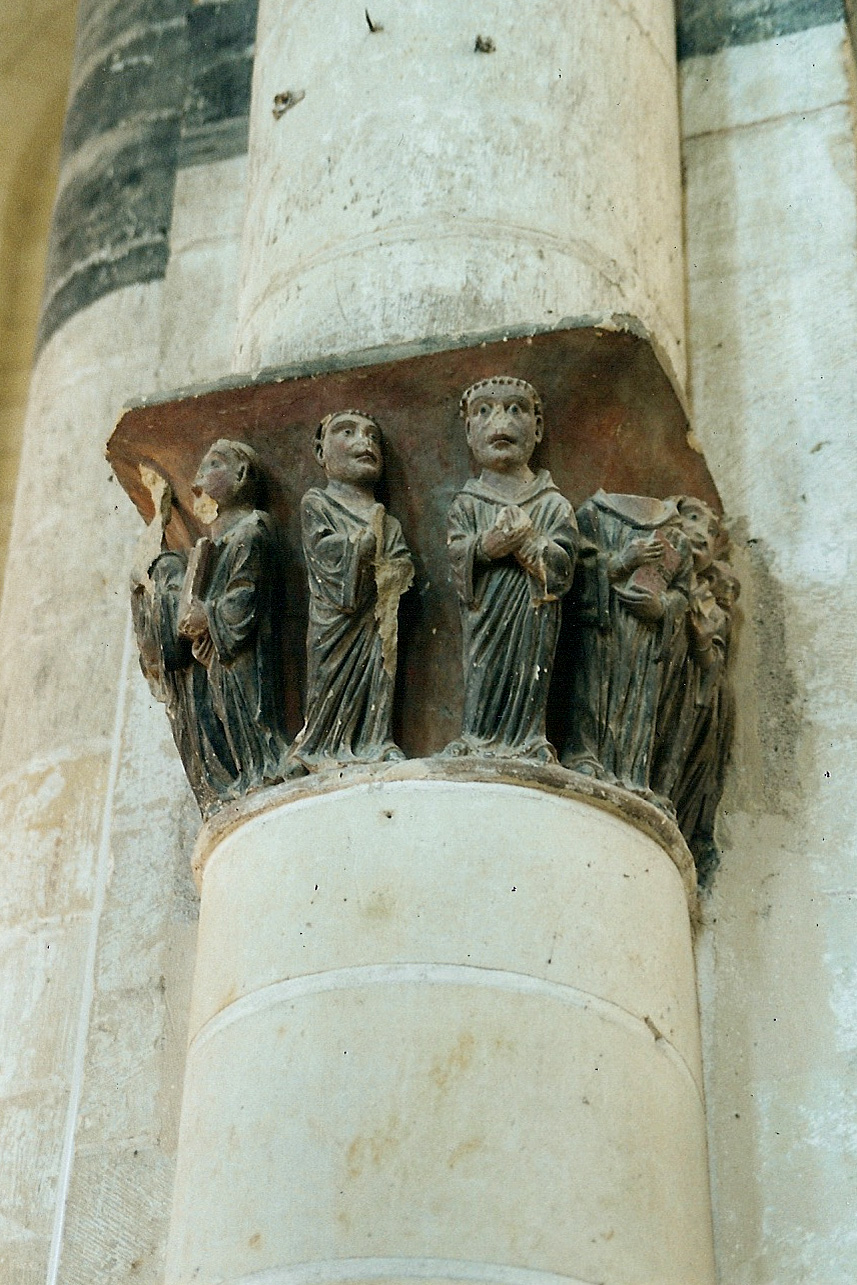
Tiefes Kapitell, 9 stehende Mönche

#### Orgel

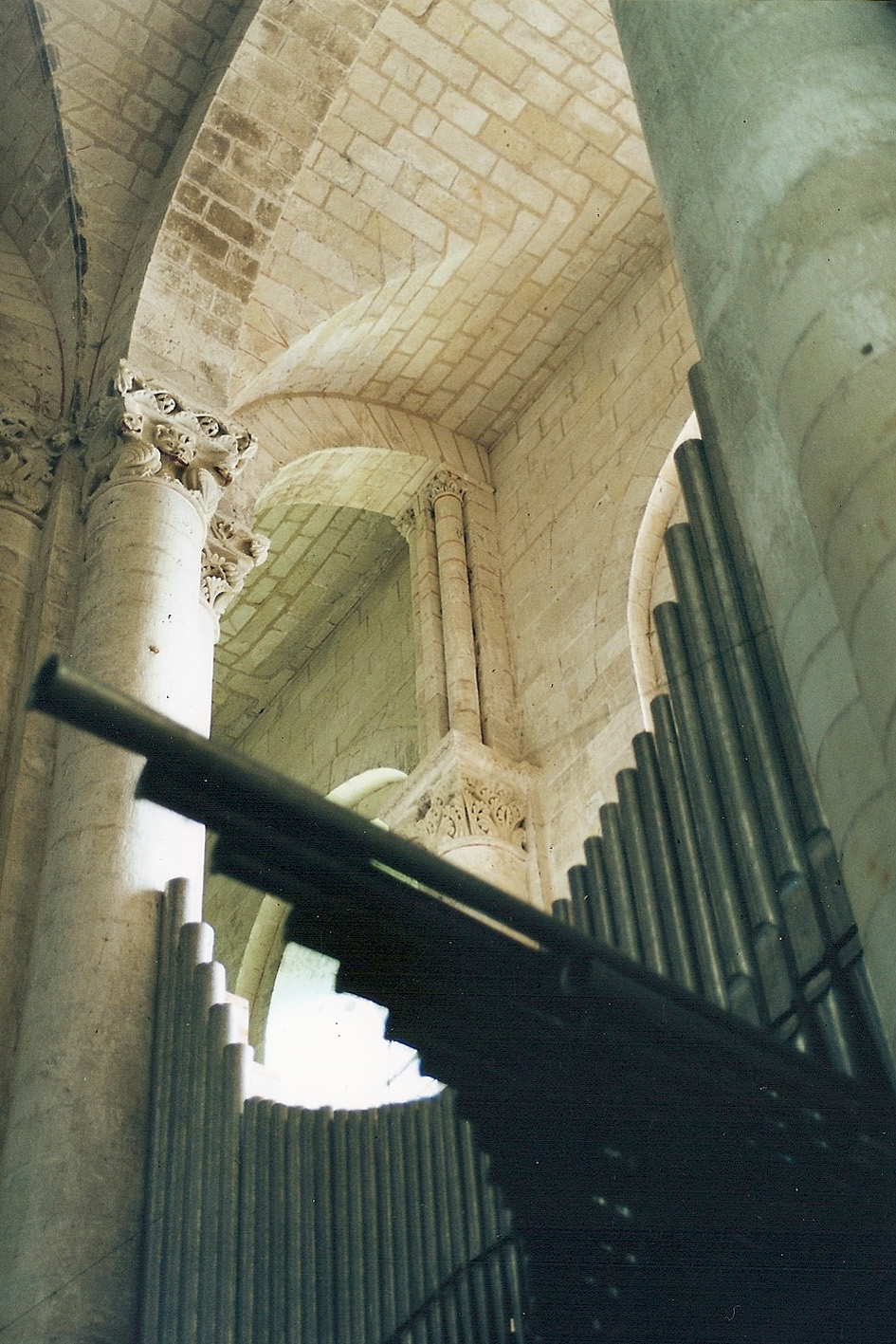
Orgel (Detail)

Die Orgel wurde nach 1968 von dem Orgelbauer Boisseau mit 36 Registern (3074 Pfeifen) auf vier Manualen und Pedal erbaut. Das Orgelgehäuse befindet sich zwischen zwei Säulen im rechten Seitenschiff.
| I Positif C–g3 |                         |        |
| 1.             | Bourdon                 | 8′     |
| 2.             | Flûte                   | 4′     |
| 3.             | Nazard                  | 2 ⁄3′  |
| 4.             | Doublette               | 2′     |
| 5.             | Tierce                  | 1 3⁄5′ |
| 6.             | Larigot                 | 1 ⁄3′  |
| 7.             | Plein jeu de Cromorne V |        |
| 8.             | Régale                  | 8′     |
| 9.             | Prestant                | 4′     |

| II Grand Orgue C–g3 |               |        |
| 10.                 | Bourdon       | 16′    |
| 11.                 | Montre        | 8′     |
| 12.                 | Bourdon       | 8′     |
| 13.                 | Prestant      | 4′     |
| 14.                 | Grosse Tierce | 3 1⁄5′ |
| 15.                 | Nazard        | 2 ⁄3′  |
| 16.                 | Doublette     | 2′     |
| 17.                 | Tierce        | 1 ⁄5′  |
| 18.                 | Founiture III |        |
| 19.                 | Cymbale IV    |        |
| 20.                 | Trompette     | 8′     |
| 21.                 | Clairon       | 4′     |

| III Bombardes C–g3 |          |    |
| 22.                | Cornet V | 8′ |
| 23.                | Chamade  | 8′ |
| 24.                | Chamade  | 4′ |

| IV Récit C–g3 |              |    |
| 25.           | Dulciane     | 8′ |
| 26.           | Unda Maris   | 8′ |
| 27.           | Gemshorn     | 4′ |
| 28.           | Quarte       | 2′ |
| 29.           | Piccolo      | 1′ |
| 30.           | Voix humaine | 8′ |

| Pédalier C–f1 |           |     |
| 31.           | Soubasse  | 16′ |
| 32.           | Flûte     | 8′  |
| 33.           | Flûte     | 4′  |
| 34.           | Bombarde  | 16′ |
| 35.           | Trompette | 8′  |
| 36.           | Clairon   | 4′  |

### Äußere Gestalt

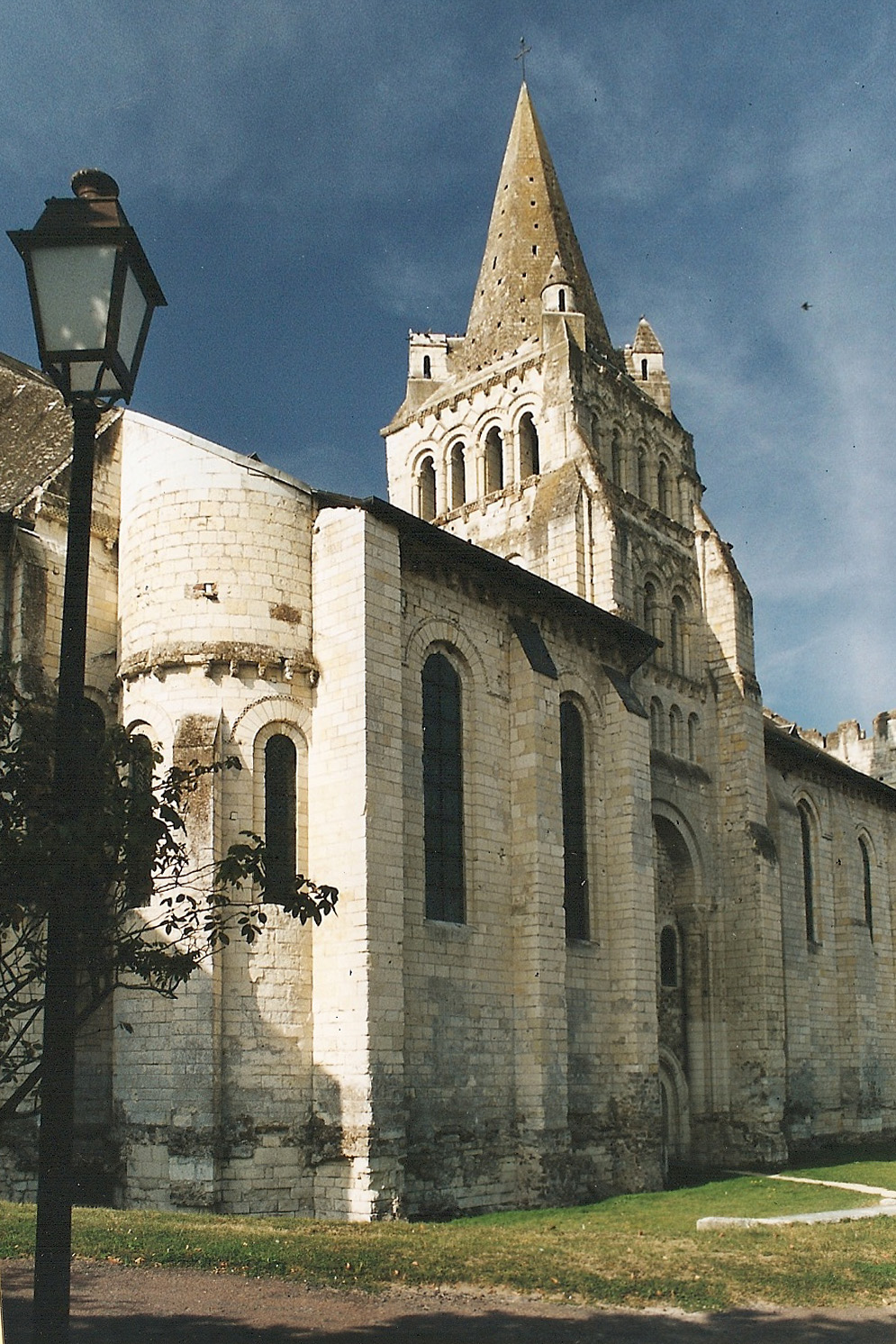
Langhaus von NO

#### Langhaus
Das siebenjochige Langhaus mit seinen nahezu gleich hohen Schiffen wird unter einem gemeinsamen um 40 Grad geneigten Satteldach überdeckt. Lediglich der Glockenturm ragt an seinem Nordrand aus dem fünften Joch hoch über die Dachflächen hinaus. Die hohen Außenwände werden von mächtigen Strebepfeilern entsprechend der inneren Jochteilung vertikal gegliedert, welche die Schubkräfte der Gurtbögen vertikal ableiten. Im Bereich der Joche 6 und 7 reichen sie mit einheitlichem Querschnitt und einer dachartigen Abschrägung bis knapp unter die Traufe. Im Bereich der Joche 1 bis 4 werden sie mehrfach nach oben hin abgestuft und enden mit einer steileren Abschrägung ebenso kurz unter den Traufen. Die Traufüberstände der Dächer ragen knapp über die Strebepfeiler hinaus. Sie sind mit „modernen“ Dachrinnen ausgerüstet. Unter den Dachüberständen verläuft ein steinernes Traufgesims mit Unterstützungen von Konsolsteinen. Die Rundbogenfenster in den Jochen 6 und 7 sind etwas breiter und wesentlich höher als die der ersten drei Joche, mit angespitzten Bögen. Die Keilsteine der Fensterbögen werden vor ornamentierten Profilbändern überfangen, die in Höhe der Bogenansätze ein kurzes Stück waagerecht auswärts verschwenkt werden.

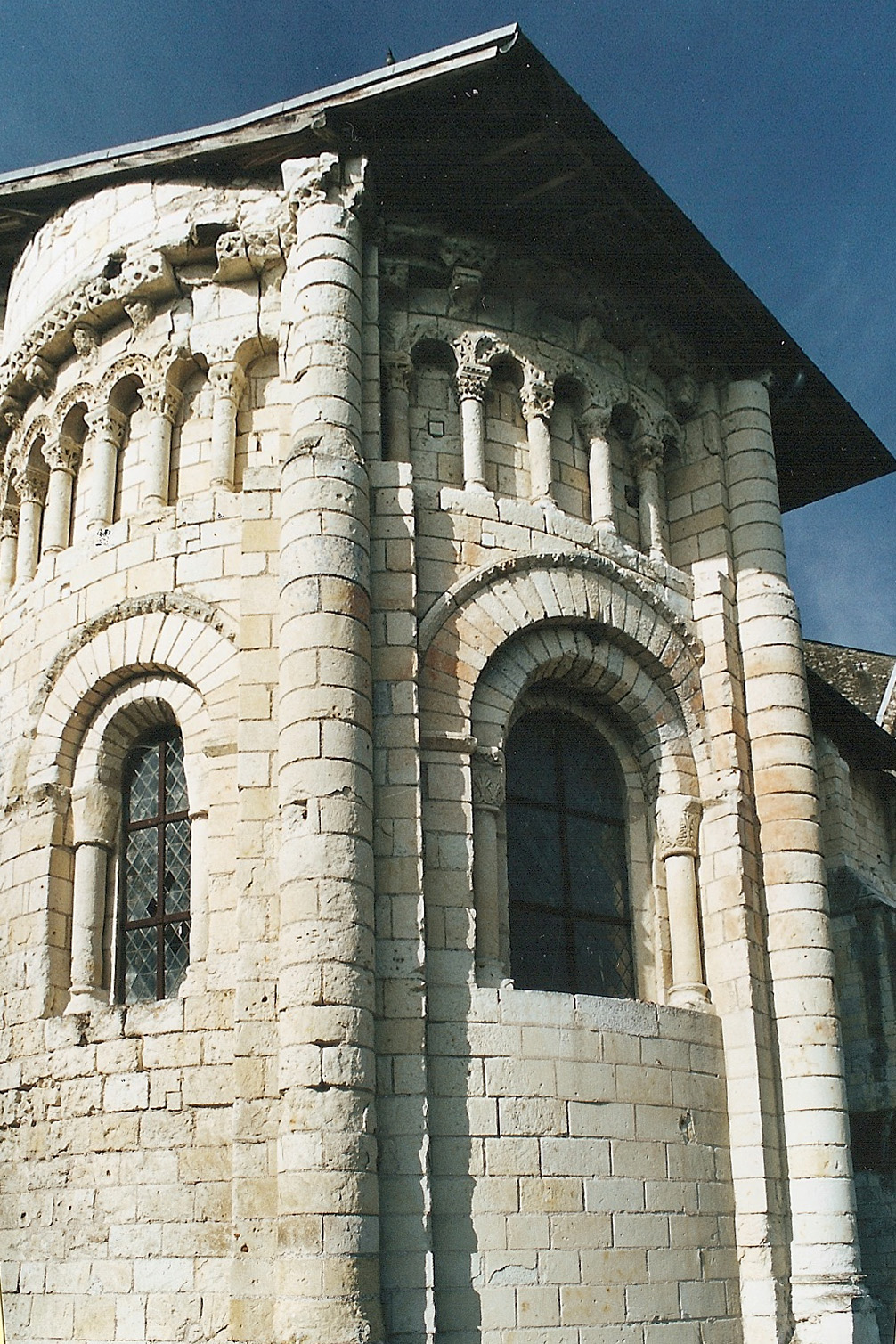
Nördl. Umgangskapelle von NO

Auf der Nordseite des Langhauses und des Umgangschors hat man im Rahmen von Restaurierungsarbeiten die Außenwände in einer Tiefe von 1,00 bis 1,50 Metern freiräumig von Auffüllungen freigelegt, bis etwa auf das Niveau des inneren Bodens. Die Verfärbungen und Beschädigungen zeigen anschaulich, dass hier die andauernde Feuchtigkeit, vermutlich durch ehemals frei von den Traufen abtropfendes Regenwasser, ihr zerstörendes Werk tun konnte. Die Feuchtigkeit muss auch bis nach innen gedrungen sein.
Die kleinen halbrunden Apsiden an den Überständen des breiteren Langhausabschnitts gegenüber den Umgängen werden nicht wie sonst üblich, mit halben Kegeldächern gekrönt, sondern ihre gekrümmten Wände reichen hoch bis unter die Dachflächen des Langhauses, eine seltsam anmutende Konstruktion. Bei näherem Hinschauen entdeckt man aber ein um die Halbrundung herumgeführtes ehemaliges Traufgesims, auf skulptierten Kragsteinen. Es gab also einmal die Kegeldächer. Die Aufmauerungen sind erst später entstanden. Die nördliche Apsis weist zwei rundbogige schlanke Fensteröffnungen auf, ihre Laibungskanten sind mit Rückversätzen gebrochen. Die äußeren Keilsteinbögen werden von einem schmalen ornamentierten Kragprofil überfangen. Zwischen den beiden Fenstern ist ein Strebepfeiler angeordnet, der die Schubkräfte der Kalotte abfängt. Die südliche Kapelle besitzt nur ein einziges Fenster in Form eines kreisrunden „Ochsenauges“

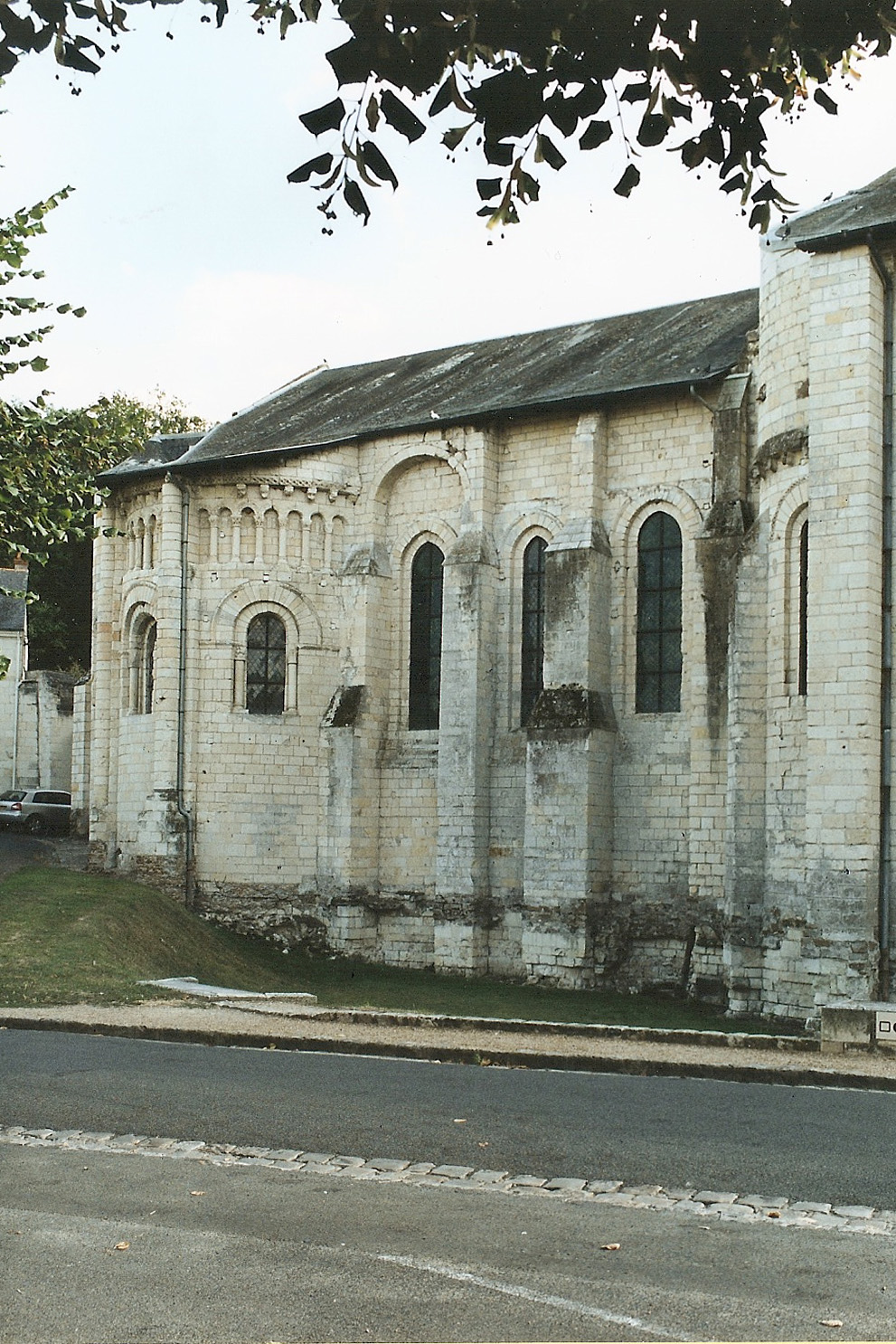
Umgangschor von N

#### Glockenturm
Der Glockenturm ist der älteste Teil von Notre-Dame de Cunault. Er stammt von der Vorgängerkirche des Priorates aus dem 11. Jahrhundert und krönte möglicherweise die ehemalige Vierung dieses Kirchenbauwerks. Die beiden in die Dachflächen des Langhauses eintauchenden Fenster auf der West- und Ostwand des Turms zeugen davon, dass die an diese Seiten anschließenden Gebäudeteile, der Chor und das Langhaus, niedriger gewesen sind. Der Turm präsentiert sich in voller Höhe nur auf seiner Nordseite. Sie wird seitlich begrenzt durch äußerst massive Strebepfeiler, die nach oben hin dreifach zurückgestuft sind, deren Stufen mit steilen Dachabschrägungen abgedeckt sind. Solche Strebepfeiler gibt es auch an den andern Turmseiten, deren untere Teile aber im Gebäude verschwinden.

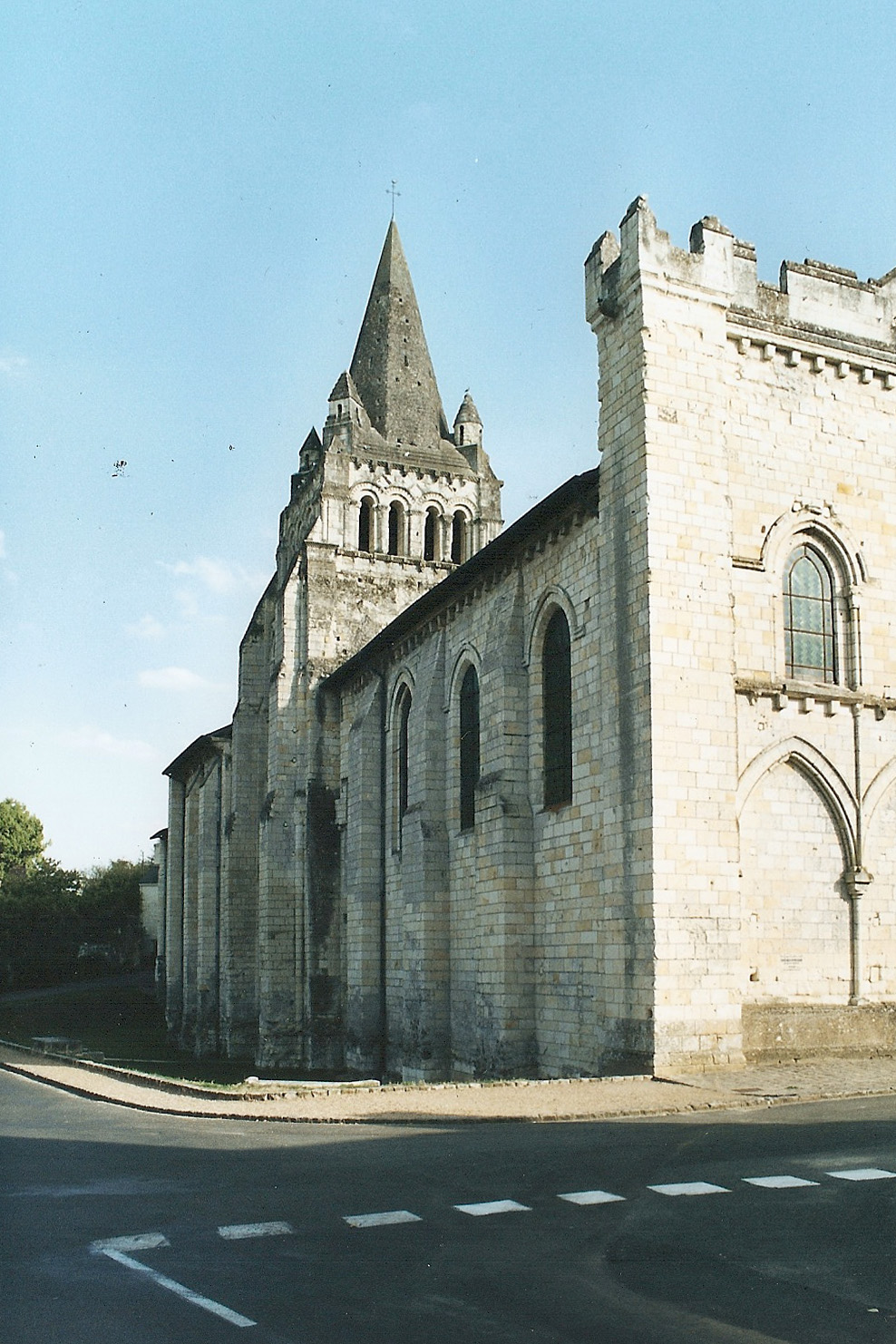
Langhaus von NW

Die Nordfassade des Turms wird in der Höhe etwa hälftig geteilt, in einen unteren nahezu geschlossenen Teil, und einen oberen dreigeschossigen gänzlich durchfensterten Bereich, der Glockenstube. Die untere Hälfte nimmt fast ganz eine monumentale Blendarkade ein, aus einem doppelten Keilsteinbogen, der innere ist etwas zurückgestuft. Der äußere schließt bündig mit der darüber befindlichen Wandfläche ab und wird seitlich unmittelbar neben den Stützpfeilern als quadratischer Wandpfeiler bis zum Boden hinuntergeführt, dessen Ecken in Rundstäbe aufgelöst sind. Der inneren Bogen steht auf „alten“ halbrunden Diensten die gegen die seitlichen Wandpfeiler geblendet sind. Sie sind ausgestattet mit skulptierten Kapitellen und Kämpfern, möglicherweise vorhandene Basenprofile sind durch Feuchtigkeit zerstört worden. Die linke der beiden Kapitelle zeigt die „Verkündigung“ (Maria auf einem X-förmigen Sitz, davor der Engel). Auf dem rechten sind zwei Männer dargestellt, davon einer in einem Schiff, der nach einem Fisch greift, der ihm eine Sirene hinhält, als Sinnbild weltlicher Verlockungen. Knapp hinter den Diensten und deren Bögen befindet sich eine Wand, dessen Mauerwerk schon auf ein größeres Alter schließen lässt. Sie ist überwiegend aus unbehauenen kleinteiligen Feldsteinen, vorwiegend dunklerer Färbung und im „wilden Verband“, aber auch aus Hausteinen in unregelmäßigem Schichtenverband errichtet worden. Die beiden kleineren rundbogigen Fenster oberhalb der halben Arkadennische sind mit größeren hellen Werksteinen eingefasst. Über dem Boden ist mittig das rundbogige Nordportal ausgespart, das von hellen Werksteinlaibungen eingefasst wird, deren Kanten durch Rückversätze gebrochen sind. Die Kanten der äußeren Keilsteine werden beidseitig mit Rundstäben aufgelöst. Diese Wand stammt vermutlich von einem noch früheren Vorgängerbau, der beim Bau des Turmes gegen Ende des 11. Jahrhunderts integriert worden ist.
Gut einen Meter über dem Arkadenscheitel beginnt der durchfensterte obere Turmbereich, der von Geschoss zu Geschoss weiter zurückspringt. Die erste Reihe von fünf rundbogigen Luken, weist die kleinsten Öffnungen auf, kaum halb so groß wie die im Geschoss darüber. Ihr einziger Schmuck ist der seitliche und obere Rückversatz der Leibungskanten. Nur bei einer Frontalansicht erkennt man, dass die Öffnungen etwa in der Ebene der unteren Nischenwand zu zwei Drittel ihrer Höhe vermauert sind, und demnach keine Schallluken, sondern Blendarkaden sind. Dieses „erste Obergeschoss“ schließt, wie auch die beiden weiteren, darüber mit einem schachbrettartig strukturierten Kraggesims ab, das von mit Grimassenmasken skulptierten Konsolsteinen unterstützt wird.
Das zweite Obergeschoss besitzt auch nur auf der Nordseite drei offene Schallluken, deren |Laibungskanten dreifach abgestuft sind. Die eigentliche rundbogige Luke ist von glatten Werksteinen umgeben. Ihr folgt davor eine Archivolte, deren Bogen stirnseitig geometrisch strukturiert ist. Er steht auf schlanken Säulen in Wandrückversätzen, die mit skulptierten Kapitellen und dicken Kämpfern und Basen ausgerüstet sind. Noch weiter davor sind Arkaden angeordnet, deren Bögen stirnseitig geometrisch skulptiert sind. Sie stehen auf kantigen Pilastern, mit Kämpfern ausgerüstet. Im oberflächenbündigen Wandfeld darüber gibt es geometrische Ornamente und Strukturen. In diesem Geschoss gibt es auf der Ost- und Westseite des Turms lediglich je ein Fenster, das aber auf beiden Seiten zu beträchtlichen Teilen unter der anschließenden Dacheindeckung verschwindet. Der Rückversatz zum obersten Geschoss erfolgt über eine steile Abschrägung, auf der wieder das bekannte Kraggesims mit skulptierten Konsolsteinen folgt, hier aber auf allen vier Seiten des Turmes, und um dessen Ecken herumgeführt.
Das dritte und letzte Obergeschoss zeigt auf allen vier Seiten je vier offene Schallluken, die etwas kleiner sind als die des Geschosses darunter, aber sonst die gleiche Gestalt und Ausschmückung aufweisen. Das gilt auch für den Wandstreifen über den Arkaden, über denen wieder allseitig das bekannte Kraggesims auf skulptierten Kragsteinen folgt, und das Geschoss abschließt.
Obenauf thront ein oktogonaler steinerner Turmhelm, dessen Zuspitzung gotische Ursprünge vermuten lässt. Zwischen dem quadratischen Umriss des Turms und seines achteckigen Helms sind vier kleine dreieckige waagerechte Flächen entstanden, die von diagonal stehenden kubischen Sockeln eingenommen werden, auf denen zwei zylindrische und zwei quadratische Türmchen stehen, deren Helme kegelförmig und pyramidenförmig aufwärts spitz zulaufen. Die Türmchen besitzen je vier winzige rundbogige Fensteröffnungen.
Rechts unmittelbar im Anschluss an die Nordfassade des Turms befindet sich in der Wand des Langhauses ein Spindeltreppenhaus, das vom Niveau des Kirchenbodens bis in die Glockenstube des Turms führt. Man erkennt von außen einige kleine Öffnungen (Schießscharten) und Ausbuchtungen der Wand. Weiter oben ist ein Wehrerker angebracht, der auf eine wehrtechnische Funktion hindeutet.

#### Chor, Umgänge und seine Kapellen
Der gegenüber dem vorderen Langhaus um etwa vier Meter schmalere Umgangschor wird von einem etwas tiefer angeordneten Satteldach in gleicher Neigung überdeckt. Die Seitenwände des Chorumgangs sind wie beim Langhaus durch Strebepfeiler vertikal unterteilt, entsprechend den Teilungen der inneren vier Chorjoche. Die Abstände der Strebepfeiler untereinander und ihre Breiten sind wesentlich kleiner. Einige sind nachträglich durch abgestufte Verdickungen verstärkt worden. Die Höhen der rundbogigen Fenster sind etwas geringer als beim Langhaus. Auch auf der Nordseite des Umgangschors wurden wie beim Langhaus die unteren Bereiche der Außenwände von Auffüllungen befreit und dürften so zur Trockenlegung der Wände geführt haben.

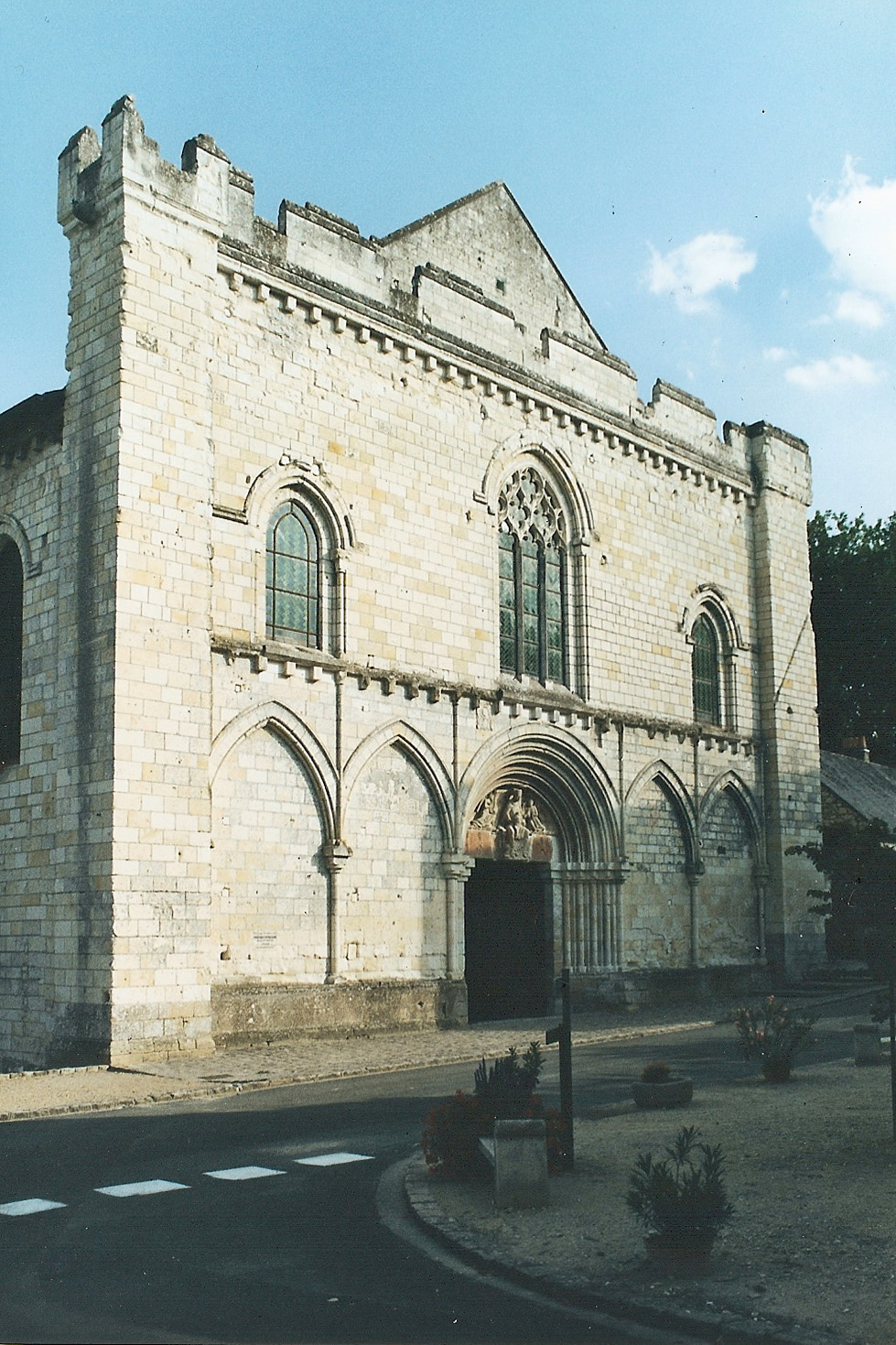
Fassade von NW

Die verbliebenen halbkreisförmigen Umgangskapellen, je eine auf der Nord- und eine auf der Südseite des Umgangs sind stattlich geschmückt. Ihre gerundeten Außenwände sind mit je zwei rechteckigen Wandpfeilern ausgesteift, die noch von halbrunden Pfeilern verstärkt werden. In den Zwischenräumen sind je Apsis drei kleinere rundbogige Fenster ausgespart. Einem etwas zurücktretenden inneren Keilsteinbogen, der auf schlanken Rundsäulchen mit schlichten Kapitellen und Basen steht, folgt ein zweiter wandbündiger Keilsteinbogen, der von einem schmalen ornamentierten Band überfangen wird. Zwischen den Scheiteln diese Bänder und dem auskragenden Traufgesims, dessen Sichtkanten ornamental strukturiert sind und das von skulptierten Kragsteinen unterstützt wird, ist eine Zwerggalerie um die ganze Apsis herumgeführt, die nur von den hohen Pfeilern unterbrochen wird. Die Bögen der winzigen Blendarkaden sind stirnseitig ornamental strukturiert. Alle Säulchen sind mit kleinen skulptierten Kapitellen, Kämpfern und profilierten Basen ausgerüstet.
Die Apsisrundung wird nicht, wie sonst üblich, von halben Kegeldächern überdeckt, sondern von seltsamen pagodenähnlichen eckigen Abschleppungen in Verlängerung des Hauptdaches abgedeckt. Die Räume zwischen Oberkante des ehemaligen Traufgesimses und dieser Abschleppung sind mit niedrigen Aufmauerungen verschlossen worden.

#### Fassade

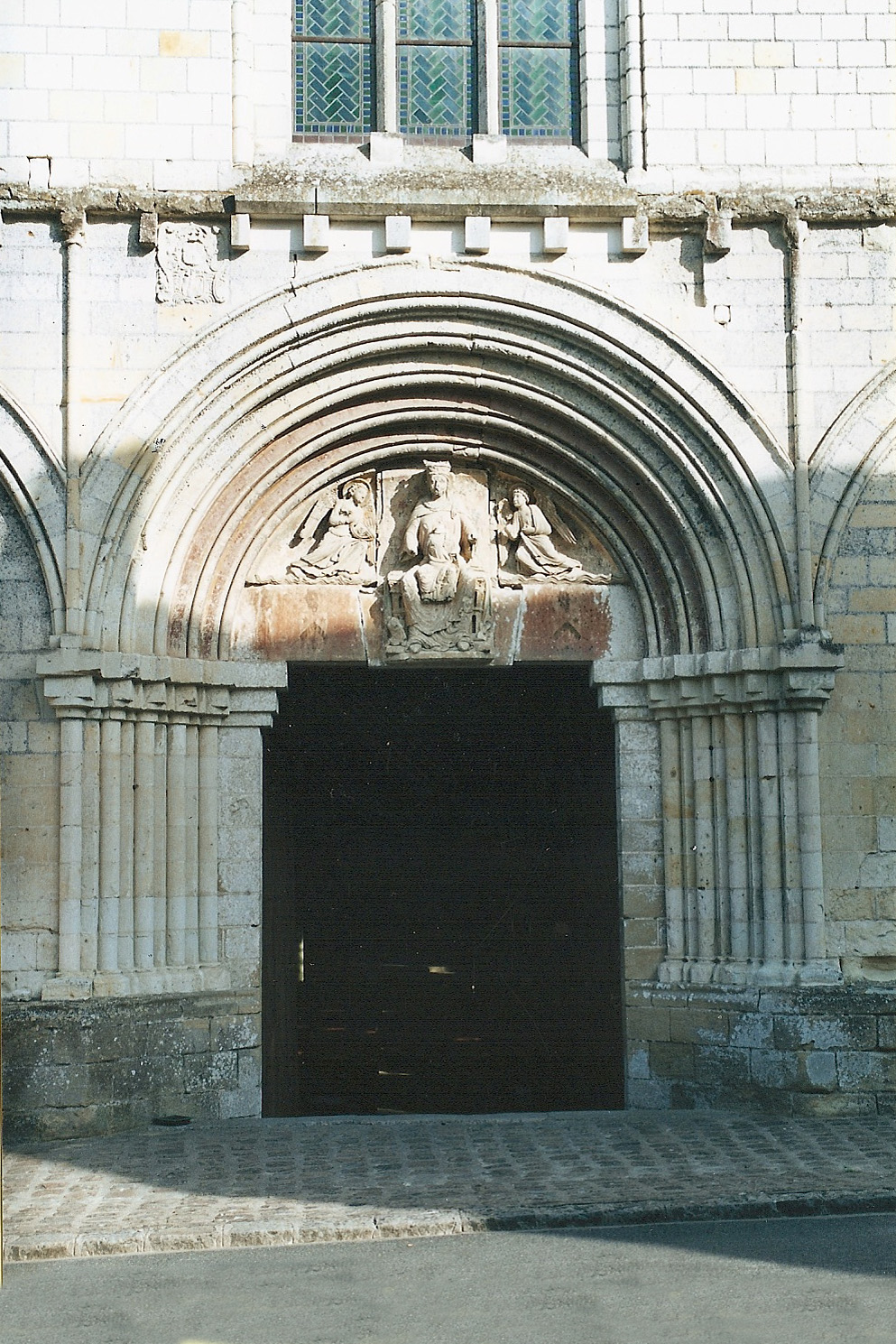
Hauptportal

Die Fassade, der westliche Abschluss des Langhauses, ist ein großes Rechteck und wirkt streng und monumental. Sie wird von zwei breiten Wandpfeilern flankiert, die geringfügig über die Breite des Langhauses hinausreichen. An dem etwas zurückliegenden oberen Bereich des Giebeldreiecks erkennt man, dass die Fassade getrennt vom eigentlichen Giebel vorgeblendet worden ist. In der Grundrissskizze kann man feststellen, dass diese Trennung mit etwas räumlichen Abstand voneinander erfolgt. Sie wird von einer Batterie von Zinnen mit dachartigen Abdeckungen gekrönt, hinter denen sich die Verteidiger schützen konnten. Man kann ahnen, dass zwischen dem Giebeldreieck und den Zinnen ein Laufgang existiert. Im Grundriss ist hinter dem südlichen Wandpfeiler eine Spindeltreppe versteckt, über die man auf den Wehrgang hinaufsteigen kann.
Die Fassade ist etwa hälftig horizontal in zwei Geschosse unterteilt. Diese werden von einem schlichten Kraggesims getrennt, das in die Bänke der Fenster übergeht, dies wird von kubisch geformten glatten Kragsteinen unterstützt. Kurz unter den Zinnen wird die Fassade mit einem ebensolchen Kraggesims auf Kragsteinen abgeschlossen, das oberseitig mit einem Band aus doppelten Rechteckprofilen mit einer Rille dazwischen verbreitert wird.
Das Erdgeschoss enthält mittig die Hauptportalöffnung mit einer zweiflügeligen Tür. Zwischen Tür und den seitlichen Wandpfeilern der Fassade verläuft ein um 70 cm hoher Sockel aus grauen Werksteinen, in einer Breite, die den Abmessungen der auf ihm stehenden Säulenplinthen entspricht.

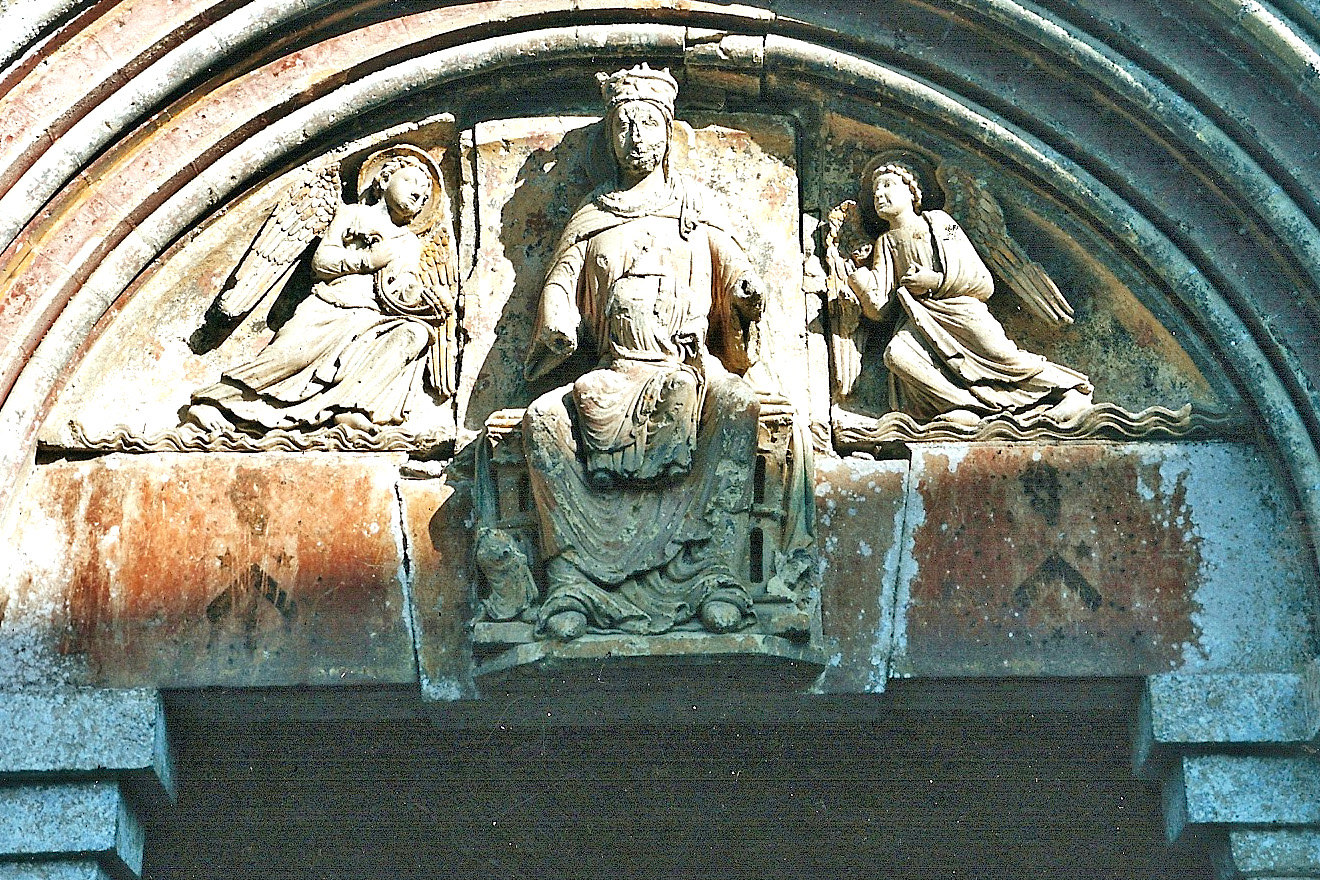
Tympanon, Maria mit dem Jesuskind

Das Hauptportal ist ein fünfstufiges Archivoltenportal, aus fünf halbkreisförmigen Archivoltenbögen, die auf jeder Seite mit fünf halbrunden Säulen auf dem Sockel stehen, die mit schlichten kantigen Kapitellen, rechtwinkligen Kämpferplatten und eckigen oberseitig leicht abgeschrägten Plinthen ausgerüstet sind. Zwischen den Säulen treten die Kanten der Wandrücksprünge, in die sie gestellt sind, hervor. Die inneren Kanten der im Querschnitt fast quadratischen Bögen sind mit Rundprofilen gebrochen. Der äußere Bogen wird von einem schmalen Rundstab überfangen. Seitlich der Portalöffnung treten hinter den inneren Säulen kurze Wandstücke hervor, die oberseitig mit dreifach abgestuften Steinplatten in Höhe der Kapitelle und Kämpfer abgeschlossen werden. Sie tragen den Sturzbalken des Tympanons, dessen Mittelstück sich bedenklich abgesenkt hat.

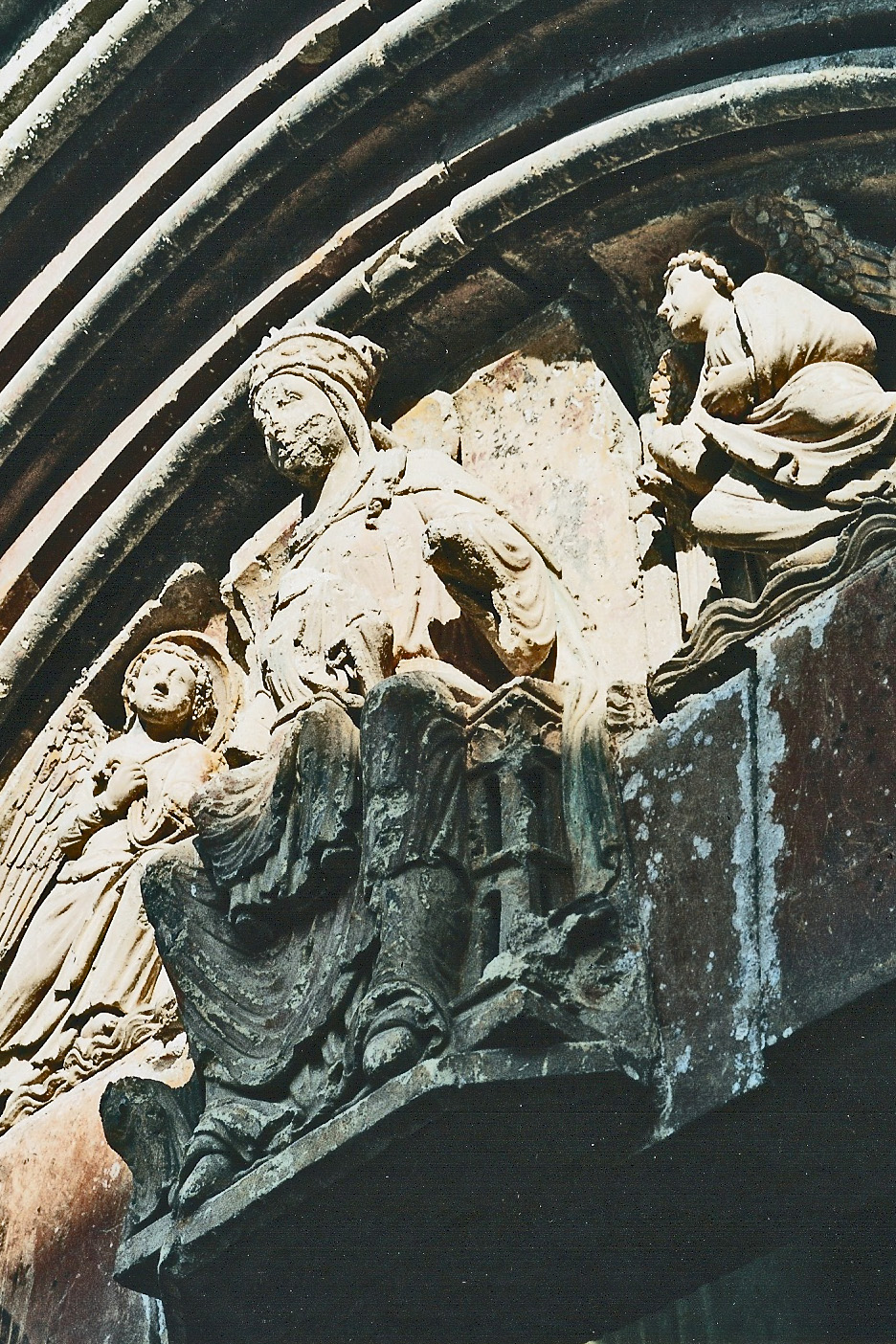
Detail Tympanon

Auf dem Tympanon thront in Frontansicht majestätisch Maria mit dem Jesuskind auf dem Schoß, beide sind erheblich beschädigt. Sie trägt eine kronenartige Kopfbedeckung, hinter ihrem Kopf ist in Form eines Kreisrings ein Nimbus dargestellt. Sie ist mit farbigen Blumen bemalt, hinter ihrem Rücken ragt die Lehne des Throns hoch auf. Das Unterteil des Throns ähnelt einem zweigeschossigen Gebäude mit Rundbogenfenstern. Maria ist in ein luftiges fußlanges Gewand gekleidet, darüber trägt sie auf ihren Schultern einen Umhang. Das Jesuskind trägt ein ähnliches Gewand, sein rechter Arm liegt auf dem Oberschenkel. Der linke ist angewinkelt, ihm fehlt die Hand, die vermutlich eine goldene Weltkugel mit Kreuz hielt. Maria fehlen beide Hände. Der rechte Arm zeigt weit nach unten, der linke ist angewinkelt. Beidseitig dieser Gruppe befinden sich Reliefs von Engeln in Seitenansicht, die auf schmalen Wolkenbändern stehen. Sie schwingen zur Ehre der Himmelskönigin (siehe Krone) ihre Weihrauchfässer. Darunter gab es vermutlich weitere Engel, die ebenfalls verschwunden sind. Statt deren sieht man auf glatten Werksteinen gemalte Wappen.
Die gesamte Erscheinung des Archivoltenhauptportals entspricht kaum der Stilepoche Gotik, in der sie entstanden ist. Man würde sie eher der Romanik zuordnen.
Beidseitig des Hauptportals sieht man gotische Stilelemente. Auf jeder Seite des Hauptportals befinden sich zwei Blendarkaden mit gotischen Spitzbögen. Die Querschnitte der Bögen gleichen denen des äußeren Bogens des Hauptportals. Sie stehen auf Säulen, die denen des Hauptportals entsprechen. Zwischen den Blendarkaden, ab den Kämpfern bis zu dem geschosstrennenden Gesims, teilen schmale Rundprofile das Erdgeschoss vertikal auf.
Das Obergeschoss besitzt drei gotische Fensteröffnungen, deren Fensterbänke in das geschossteilende Gesims übergehen. In der Mitte gibt es ein größeres spitzbogiges Fenster mit gotischer Maßwerk-Gliederung. Die Kanten der Laibungen sind in Rückversätzen und mit Rundstäben aufgelöst Der Keilsteinbogen wird von einem schmalen ornamentierten Profil überfangen, das an den Bogenansätzen ein kurzes Stück waagerecht abschwenkt. Beidseitig davon, aber weiter nach außen, sind noch zwei spitzbogige, deutlich kleinere Fenster ausgespart. Sie sind ähnlich ausgestattet wie das mittlere Fenster, jedoch ohne Maßwerk.
Die ganze Fassade, die im 13. Jahrhundert entstanden ist, macht den Eindruck, dass bei ihrer Herstellung die finanziellen Mittel gefehlt haben, wie sie zum Beispiel beim Bau der Kapitelle des Langhauses noch gegeben hat. Das hängt vermutlich damit zusammen, dass die reichlichen Spenden von den Jakobspilgern zu diesem Zeitpunkt längst versiegt waren.

## Kunstgegenstände, Mobiliar

### Reliquienschrein des Heiligen Maxentiolus
Der Reliquienschrein aus dem 13. Jahrhundert ist aus einem einzigen Stück Nussbaumholz geschnitzt und besitzt die Form eines Kirchengebäudes, mit senkrechten Wänden aus je sechs Arkaden, und einem Satteldach. Die Dachflächen zeigen den glorifizierten Christus in der Mandorla, flankiert von jeweils sechs Engeln, mit Räucherfässern und verschiedenen Gegenständen in ihren Händen. In den Arkaden stehen die zwölf Apostel mit ihren Insignien. Die beiden Kopfseiten zeigen Szenen aus dem Leben der Jungfrau Maria. Die Skulpturen sind überwiegend farbig gefasst. Ursprünglich war der Schrein mit einer feinen Silberschicht überzogen, die, mit schwarzen Pinselstrichen versehen, den Schrein wie geschmiedet aussehen ließ.
Bei den Skulpturen findet man nichts vom Heiligen Maxentiolus. Man könnte daher auch annehmen, dass im Schrein Reliquien der Jungfrau Maria aufbewahrt wurden, wie etwa ihr Ehering und eine Phiole und Mauerstückchen aus der Milchhöhle in Palästina.

### Pietà
Die steinerne farbig gefasste Statue der leidenden Jungfrau Maria (Pietà) wurde im 15. Jahrhundert geschaffen. Sie trägt den gerade vom Kreuz genommenen Körper Christi auf ihren Knien, wobei ihr die kleinen Engelfiguren helfen. Trotz ihres Schmerzes bleibt das Gesicht Marias voller Sanftheit und Zurückhaltung.

### Statue der Heiligen Katharina
Die Statue aus dem 15. Jahrhundert stand ehedem in der Kapelle Sainte Catherine, die im Wald südlich der Prioratskirche gelegen ist. Die Heilige Katharina starb im 4. Jahrhundert den Märtyrertod in Alexandria. Sie wird mit ihren Folterinstrumenten dargestellt, einem Rad und einem Schwert (sie wurde gerädert und enthauptet). Sie ist gekleidet wie eine bretonische Edelfrau des 15. Jahrhunderts, mit einem Hermelinsaum am Mantel. Ihr Haupt trägt eine Krone (sie war Tochter des Königs Costus in Alexandria). In vergangenen Zeiten kamen junge Frauen vor ihrer Hochzeit zu dieser Statue und stachen ihr mit einer Nadel in den Kopf, damit ihre Wünsche in Erfüllung gingen.

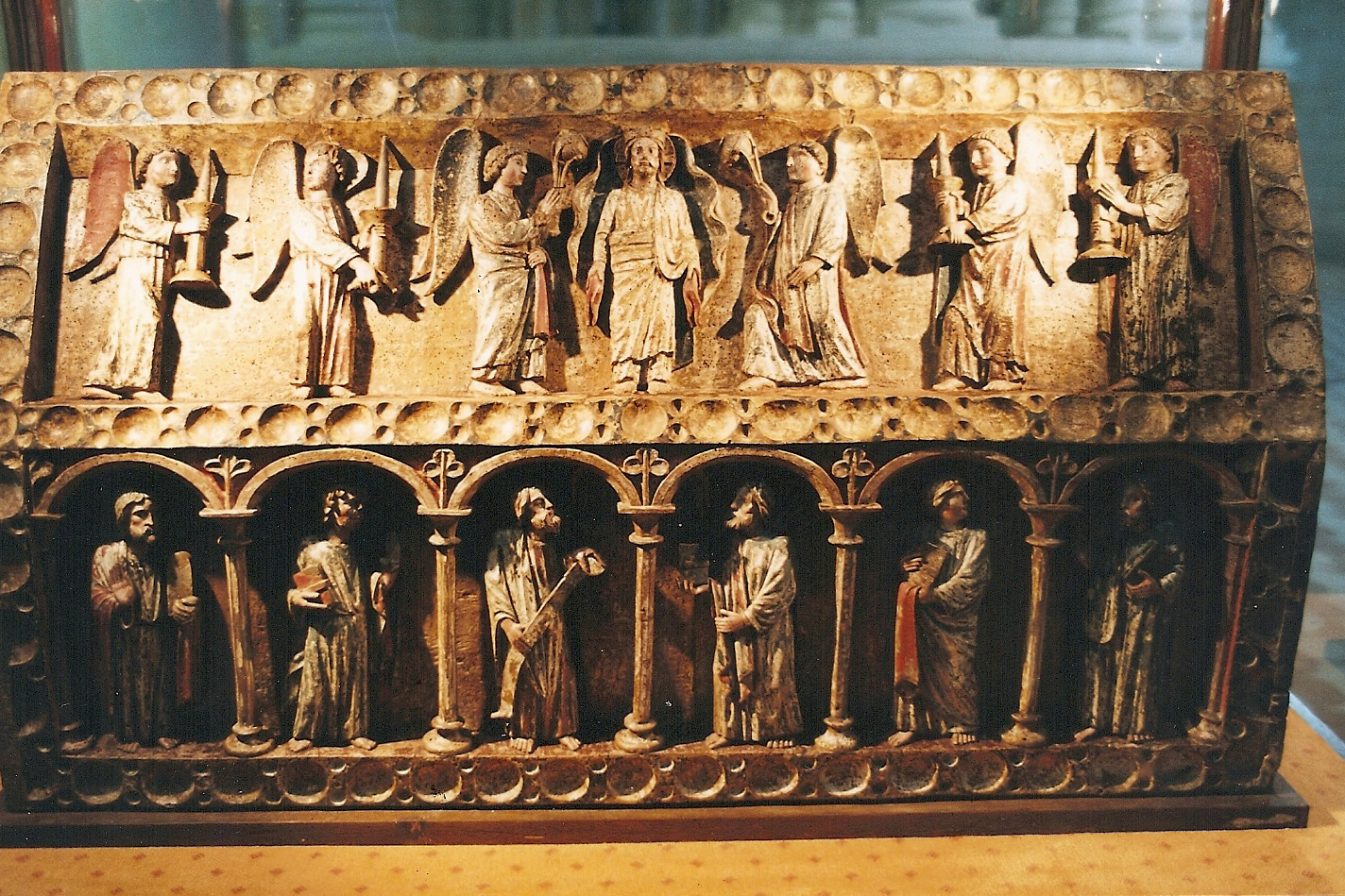
Reliquienschrein des Hl. Maxentiolus
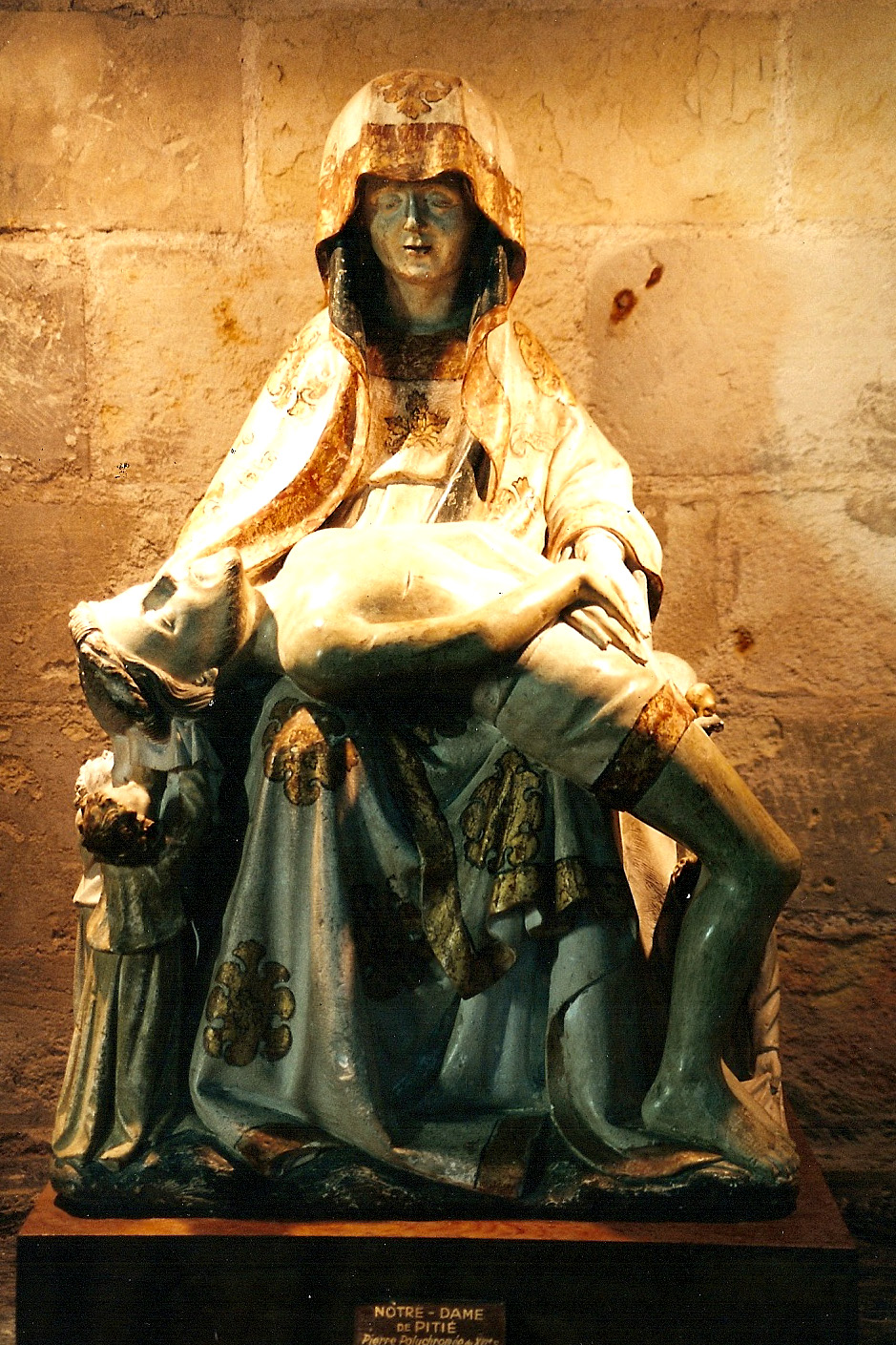
Pietà
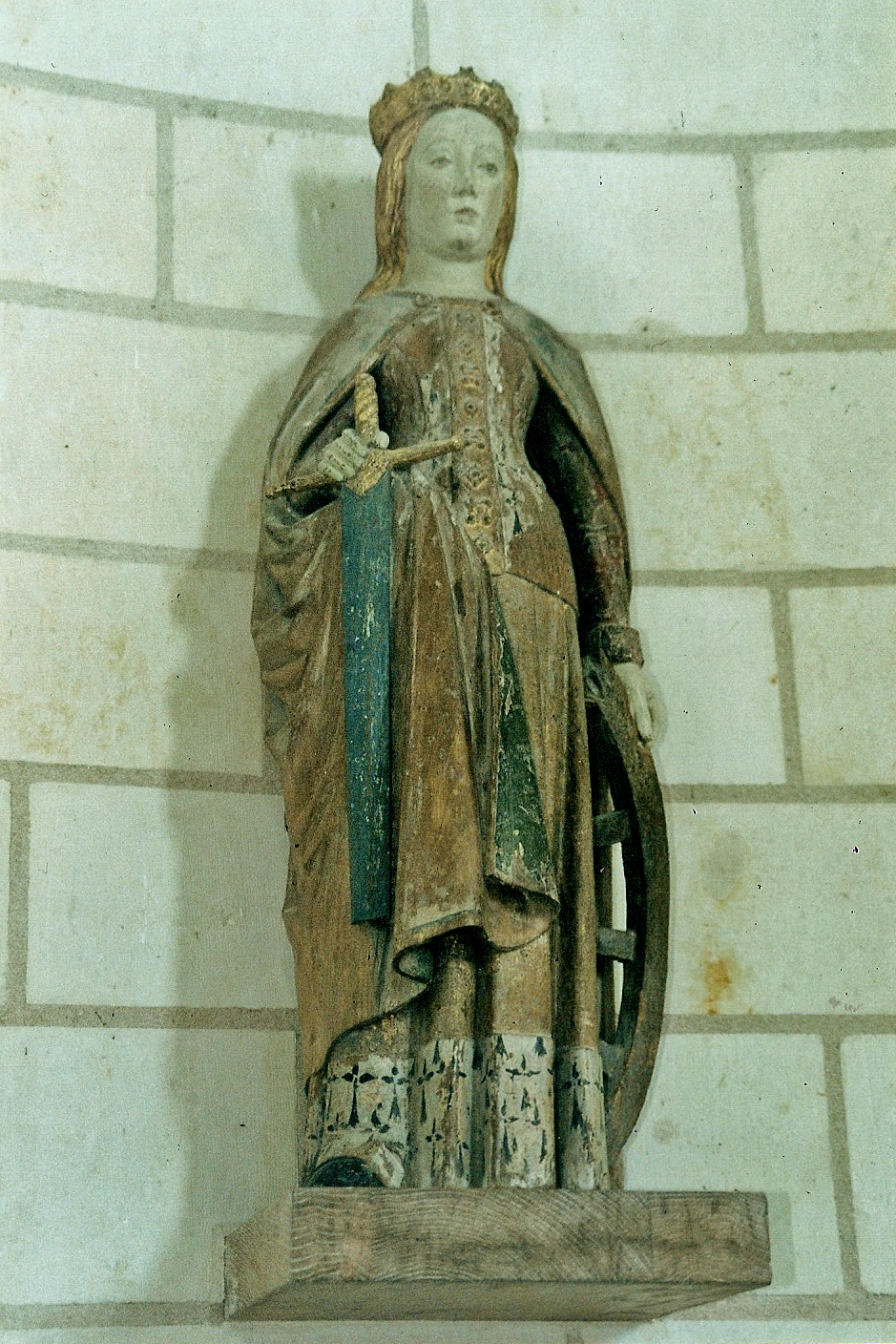
Hl. Katharina

### Chapier
Der Chapier aus dem 15. Jahrhundert ist ein hölzernes Gebrauchsmöbelstück der Kirche. Es ist ein niedriger quadratischer Tisch auf vier kurzen Beinen, unter dessen Platte ein flacher Stauraum zur Verfügung steht. In ihm wurden die Kirchengewänder geschützt aufbewahrt.